# Antalyaspor
Antalyaspor Kulübü, kurz Antalyaspor, ist ein türkischer Fußballverein aus Antalya. Durch seinen ehemaligen Hauptsponsor Medical Park, der zeitweilig auch als Namenssponsor hervortrat, hieß der Verein in den Jahren von 2010 bis 2014 Medical Park Antalyaspor. Der Verein spielte in den 1980er, 1990er, 2000er und 2010er Jahren insgesamt 20 Spielzeiten in der Süper Lig und befindet sich in der Ewigen Tabelle der Süper Lig auf dem 17. Platz. Seit dem Aufstieg 2015 tritt Antalyaspor in dem neugebauten Antalya Stadyumu wieder in der Süper Lig an.

## Geschichte
Der Verein wurde im Sommer 1966 durch eine Fusion der örtlichen Vereine Yenikapı Su Spor, İlk Işık Spor und Ferrokrom Spor in Antalya als Antalya Spor gegründet. Antalyaspor spielte 13 Jahre in der ersten türkischen Liga. Antalyaspor spielte professionell ab der Saison 1966/67 in der 2. Liga. In der Saison 1981/82 wurde der Klub Meister und stieg in die Süper Lig auf. Nach drei Saisons stieg er wieder in die 2. Liga ab. Bereits nach einem Jahr stieg der Verein wieder auf, jedoch nach nur einer Saison wieder in die 2. Liga ab. Nachdem der Verein sieben Saisons in der Zweitklassigkeit gespielt hatte, stieg er in der Saison 1993/94 erneut auf. Die Mannschaft konnte sich acht Saisons in der Süper Lig halten, bis sie in der Saison 2001/02 wieder abstieg. In der Saison 2005/06 wurde sie in der Ikinci Lig (Lig A) Zweiter hinter Bursaspor und stieg wieder in die Süper Lig auf.
Nach nur einer Saison ging es für die Rot-Weißen zurück in die Zweitklassigkeit. In der Saison 2007/08 gelang wieder der direkte Aufstieg hinter Kocaelispor. Seit der Saison 2008/09 spielte der Klub in der Turkcell Süper Lig. In der Saison 2010/11 einigten sich Antalyaspor und die Krankenhauskette Medical Park auf ein Namenssponsoring. So trug der Verein während der Vertragsdauer in seinem Namen die temporäre Namenserweiterung Medical Park.

### Abstieg nach sechs Jahren Süper Lig
In die Erstligaspielzeit 2013/14 startete der Klub mit einem Trainerwechsel und ersetzte den am Ende der letzten Saison zurückgetretenen Cheftrainer Mehmet Özdilek, der fünf Spielzeiten lang den Verein trainiert hatte, durch den Routinier Samet Aybaba. Unter diesem neuen Trainer hatte die Mannschaft einen durchwachsenen Saisonstart und befand sich bis zur Winterpause immer im unteren Tabellendrittel oder in der unteren Tabellenhälfte. Auch nach der Winterpause zeigte sich keine Besserung und so rutschte die Mannschaft immer mehr Richtung Abstiegsränge ab. Nachdem das Heimspiel vom 24. Spieltag gegen den direkten Abstiegsrivalen Çaykur Rizespor mit 1:2 verloren wurde, trat Aybaba von seinem Amt zurück. Die Vereinsführung reagierte auf diesen Rücktritt schnell und stellte als Nachfolge den belgischen Türken Fuat Çapa ein. Unter diesem Trainer zeigte die Mannschaft nicht die erhoffte Wende in ihrer Leistung. Zwar wurden in den ersten zwei Spieltagen zwei Unentschieden erzielt, jedoch gelang es der Mannschaft nicht, in den nachfolgenden Tagen die notwendigen Punkte zu sammeln. Am 32. Spieltag rutschte der Verein durch die 1:2-Heimniederlage gegen den direkten Abstiegsrivalen Çaykur Rizespor auf den letzten Tabellenplatz ab und stand zusammen mit dem Vorletzten Kayserispor als erster Absteiger der Saison fest.
Im Sommer 2014 und direkt nach dem Abstieg von der Süper Lig wurde der Namenssponsoringvertrag mit Medical Park gekündigt, sodass der Klub fortan wieder nur als Antalyaspor bezeichnet wurde.

### Direkter Wiederaufstieg in die Süper Lig
Nach dem Abstieg aus der Süper Lig blieb der Klub eine Zeitlang ohne Führung. Schließlich wurde als neuer Vereinspräsident Gültekin Gencer gewählt. Dieser stellte Engin Korukır als neuen Cheftrainer ein, sorgte für den Verbleib der meisten Leistungsträger und verstärkte die Mannschaft durch mehrere gestandene Erstligaspieler. Unter dieser neuen Führung spielte die Mannschaft von Beginn der Zweitligasaison 2014/15 um die Tabellenführung und übernahm diese auch am 5. Spieltag. Nachdem die Tabellenführung nach zwei Tagen verloren wurde und die Mannschaft die nachfolgenden Spieltage nicht die erhoffte Konstanz zeigen konnte, entließ die Vereinsführung nach dem 9. Spieltag Korukır und ersetzte diesen durch Hami Mandıralı. Unter diesem Trainer behielt die Mannschaft zwar den Anschluss an die Tabellenführung, konnte diese aber nicht übernehmen und beendete die Hinrunde auf dem 3. Tabellenplatz. Nachdem die Mannschaft am 20. Spieltag, dem 3. Spieltag der Rückrunde, dem stark finanzgeschwächten und nur aus Spielern der Reservemannschaft bestehenden Verein Orduspor zuhause mit 1:2 unterlag, entließ die Vereinsführung Mandıralı. Die Mannschaft hatte das Hinspiel auswärts gegen ein Orduspor mit Idealbesetzung mit 4:1 besiegt. Auf Mandıralı folgte mit Yusuf Şimşek ein Trainer des Ligarivalen Karşıyaka SK. Diese Einstellung sorgte für viel Kritik, da es den Anschein hatte, dass Antalyaspor einen noch im Dienst befindlichen Trainer dem Ligarivalen abwarb. Şimşek trat am gleichen Tag seiner Einstellung bei Antalyaspor bei Karşıyaka von seinem Amt zurück. Unter diesem Trainer beendete die Mannschaft die Saison als Tabellenfünfter. Durch diese Platzierung wurde zwar der direkte Aufstieg in die Süper Lig verpasst, aber die Teilnahme an den Play-offs, in denen der letzte Aufsteiger ausgespielt wurde, qualifiziert. Im Halbfinale setzte sich die Mannschaft gegen Adana Demirspor durch. Die erste Halbfinalbegegnung entschied Antalyaspor mit 3:0 für sich. Das Rückspiel fand in einer sehr angespannten Atmosphäre statt und ging mit 0:2 verloren, wodurch Antalyaspor ins Final aufstieg. Unmittelbar nach dem Spiel kam es zu einem Handgemenge, in dem mehrere Spieler von Demirspor die Spieler von Antalyaspor angriffen. Das Disziplinarkomitee des türkischen Fußballverbandes befand Demirspor als schuldig und verhängte gegen diesen Verein und einige seiner Spieler mehrere Strafen. Das nachfolgende Finale gegen Samsunspor ging erst in die Verlängerung und musste anschließend nach einem Stand von 2:2 per Elfmeterschießen entschieden werden. Im Elfmeterschießen setzte sich Şimşeks Mannschaft mit 4:1 gegen Samsunspor durch und kehrte damit bereits nach einer Saison in die Süper Lig zurück.

## Europapokalbilanz
Antalyaspor qualifizierte sich als Pokalfinalist zur Saison 2000/01 für den UEFA-Pokal.
Die Mannschaft gewann im Hinspiel in der 1. Runde zu Hause gegen Werder Bremen mit 2:0, musste sich aber im Rückspiel mit 0:6 geschlagen geben. Der Einzug in den UEFA-Pokal war zugleich auch einer der größten Erfolge in der Vereinsgeschichte.
| Saison  | Wettbewerb         | Runde         | Gegner                      | Gesamt | Hin     | Rück    |
| ------- | ------------------ | ------------- | --------------------------- | ------ | ------- | ------- |
| 1996    | UEFA Intertoto Cup | Gruppenphase  | FC Basel                    | 2:5    | 2:5 (H) |         |
| 1996    | UEFA Intertoto Cup | Gruppenphase  | Ataka-Aura Minsk            | 3:0    | 3:0 (A) |         |
| 1996    | UEFA Intertoto Cup | Gruppenphase  | Rotor Wolgograd             | 2:1    | 2:1 (H) |         |
| 1996    | UEFA Intertoto Cup | Gruppenphase  | Schachtar Donezk            | 0:1    | 0:1 (A) |         |
| 1997    | UEFA Intertoto Cup | Gruppenphase  | NK Celje                    | 1:1    | 1:1 (A) |         |
| 1997    | UEFA Intertoto Cup | Gruppenphase  | Maccabi Haifa               | 0:2    | 0:2 (H) |         |
| 1997    | UEFA Intertoto Cup | Gruppenphase  | Lokomotive Nischni Nowgorod | 0:1    | 0:1 (A) |         |
| 1997    | UEFA Intertoto Cup | Gruppenphase  | Proleter Zrenjanin          | 1:0    | 1:0 (H) |         |
| 2000/01 | UEFA-Pokal         | Qualifikation | FK Gəncə                    | 7:0    | 2:0 (A) | 5:0 (H) |
| 2000/01 | UEFA-Pokal         | 1. Runde      | Werder Bremen               | 2:6    | 2:0 (H) | 0:6 (A) |

Gesamtbilanz: 12 Spiele, 6 Siege, 1 Unentschieden, 5 Niederlagen, 18:17 Tore (Tordifferenz +1)

## Erfolge
- National
  - 6 × Aufstiege in die Süper Lig[4]
    - 1982 als Gruppensieger (Gruppe B) der Türkiye 2. Futbol Ligi
    - 1986 als Gruppensieger (Gruppe C) der Türkiye 2. Futbol Ligi
    - 1994 als Play-offs-Sieger der Türkiye 2. Futbol Ligi
    - 2006 als Vizemeister der Lig A
    - 2008 als Vizemeister der Bank Asya 1. Lig
    - 2015 als Play-offs-Sieger der TFF 1. Lig

  - Türkischer Fußballpokal
    - 2 × Finalist: 2000, 2021

  - Türkischer Fußball-Supercup
    - 1 × Finalist: 2021

## Ligazugehörigkeit
- 1. Liga: 1982–1985, 1986–1987, 1994–2002, 2006–2007, 2008–2014, seit 2015
- 2. Liga: 1966–1982, 1985–1986, 1987–1994, 2002–2006, 2007–2008, 2014–2015

## Stadion
- Aktuell genutztes Stadion[4]
  - Antalya Stadyumu (seit 2015)
- Ehemalige genutzte Stadien[4]

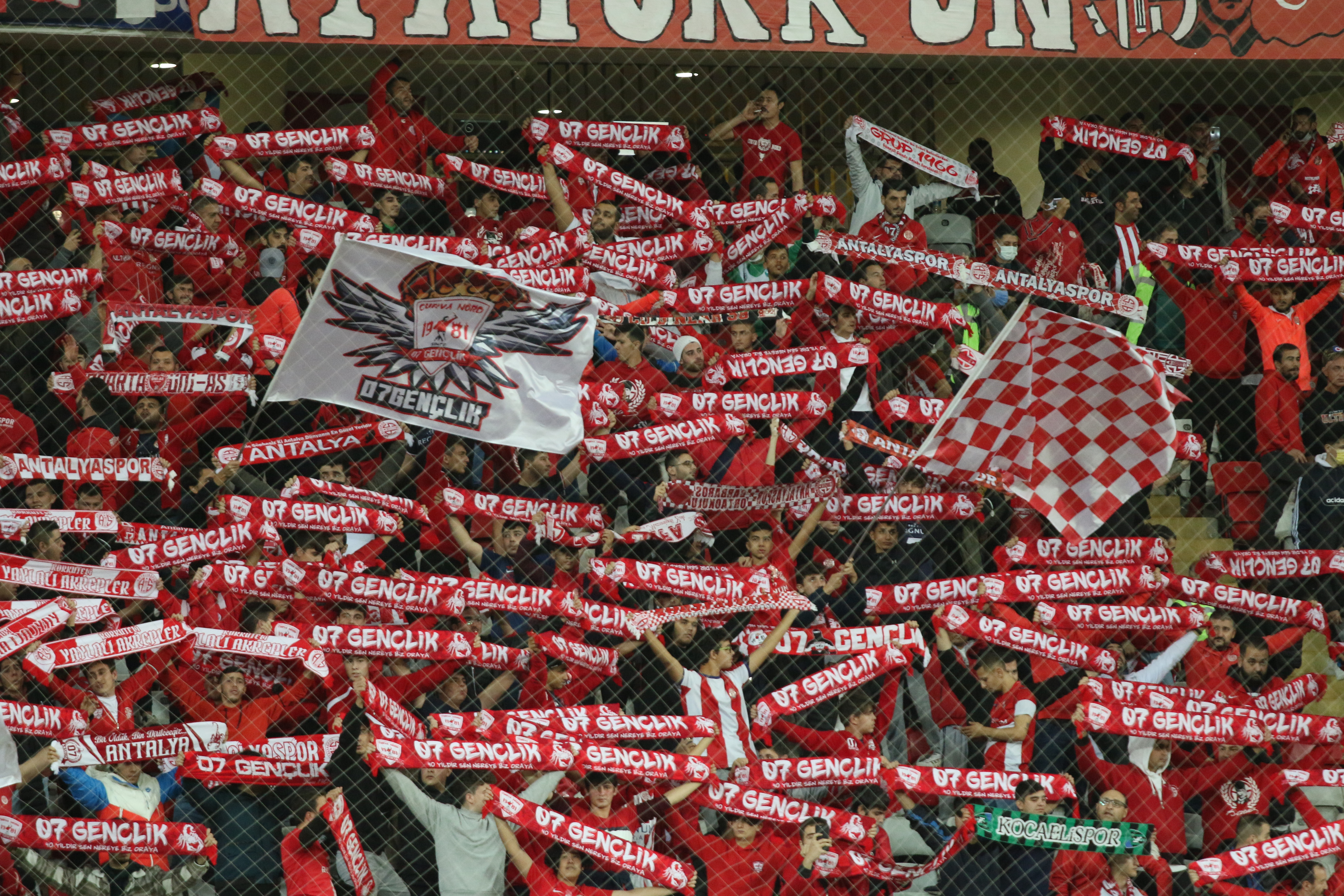
Antalyaspor fans

  - Akdeniz Üniversitesi Stadı (2012–2015)
  - Mardan-Stadion (2010–2012)
  - Antalya Atatürk Stadı (bis 2010; 2016 abgerissen)

## Kader Saison 2024/25
| Nr. |                         | Position | Name              |
| --- | ----------------------- | -------- | ----------------- |
| 13  | Bosnien und Herzegowina | TW       | Kenan Pirić       |
| 21  | Turkei                  | TW       | Abdullah Yiğiter  |
| 34  | Turkei                  | TW       | Doğukan Özkan     |
| 2   | Brasilien               | AB       | Thalisson         |
| 3   | Turkei                  | AB       | Bahadır Öztürk    |
| 4   | Kosovo                  | AB       | Amar Gerxhaliu    |
| 7   | Turkei                  | AB       | Bünyamin Balcı    |
| 11  | Turkei                  | AB       | Güray Vural       |
| 14  | Turkei                  | AB       | Emrecan Uzunhan   |
| 27  | Turkei                  | AB       | Mert Yılmaz       |
| 77  | Turkei                  | AB       | Abdurrahim Dursun |
| 89  | Turkei                  | AB       | Veysel Sarı       |
| 5   | Turkei                  | MF       | Soner Dikmen      |
| 6   | Nordmazedonien          | MF       | Erdal Rakip       |
| 8   | Israel                  | MF       | Ramzi Safuri      |
| 10  | Schweden                | MF       | Sam Larsson       |

| Nr. |                         | Position | Name                 |
| --- | ----------------------- | -------- | -------------------- |
| 12  | Mali                    | MF       | Moussa Djenepo       |
| 16  | Ukraine                 | MF       | Oleksandr Petrusenko |
| 17  | Turkei                  | MF       | Erdoğan Yeşilyurt    |
| 18  | Polen                   | MF       | Jakub Kałuziński     |
| 20  | Turkei                  | MF       | Emre Uzun            |
| 22  | Niederlande             | MF       | Sander van de Streek |
| 25  | England                 | MF       | Andros Townsend      |
| 29  | Turkei                  | MF       | Hasan Ürkmez         |
| 33  | Turkei                  | MF       | Berkay Topdemir      |
| 58  | Bosnien und Herzegowina | MF       | Deni Milošević       |
| 88  | Turkei                  | MF       | Taha Osman Özmert    |
| 91  | Turkei                  | MF       | Burak İngenç         |
|     | Turkei                  | MF       | Mevlüthan Ekelik     |
| 9   | Argentinien             | ST       | Adolfo Gaich         |
| 81  | Paraguay                | ST       | Braian Samudio       |

Letzte Aktualisierung: 10. März 2025

## Rekordspieler
| Rang                  | Name              | Einsätze | Zeitraum  |
| --------------------- | ----------------- | -------- | --------- |
| 01.                   | Nuri Kamburoğlu   | 223      | 1995–2002 |
| 02.                   | Burhan Saatcioğlu | 220      | 1995–2002 |
| 03.                   | Mustafa Gürsel    | 191      | 1996–2007 |
| 04.                   | Goscho Gintschew  | 184      | 1996–2002 |
| 05.                   | Adnan Karahan     | 171      | 1994–2002 |
| 06.                   | Hakan Özmert      | 162      | 2008–2023 |
| 07.                   | Tita              | 158      | 2008–2014 |
| 08.                   | Kamil Çakır       | 151      | 1997–2002 |
| 09.                   | Ruud Boffin       | 148      | 2017–2022 |
| 010.                  | Ondřej Čelůstka   | 142      | 2015–2020 |
| 011.                  | Ahmet Sönmez      | 138      | 1991–2004 |
| Stand: 26. April 2023 |                   |          |           |

| Rang                  | Name            | Tor | Einsätze | Tor/Spiel |
| --------------------- | --------------- | --- | -------- | --------- |
| 01.                   | Samuel Eto’o    | 44  | 76       | 0,58      |
| 02.                   | Tita            | 37  | 158      | 0,23      |
| 03.                   | Necati Ateş     | 30  | 76       | 0,39      |
| 04.                   | Haji Wright     | 29  | 55       | 0,53      |
| 05.                   | Fazlı Ulusal    | 29  | 65       | 0,45      |
| 06.                   | Atilla Birlik   | 25  | 61       | 0,41      |
| 07.                   | Lamine Diarra   | 23  | 75       | 0,31      |
| 08.                   | Mustafa Gürsel  | 23  | 190      | 0,12      |
| 09.                   | Andre N’Gole    | 21  | 76       | 0,28      |
| 010.                  | Fredy           | 20  | 127      | 0,16      |
| 011.                  | Nuri Kamburoğlu | 20  | 223      | 0,09      |
| Stand: 26. April 2023 |                 |     |          |           |

## Ehemalige Spieler (Auswahl)

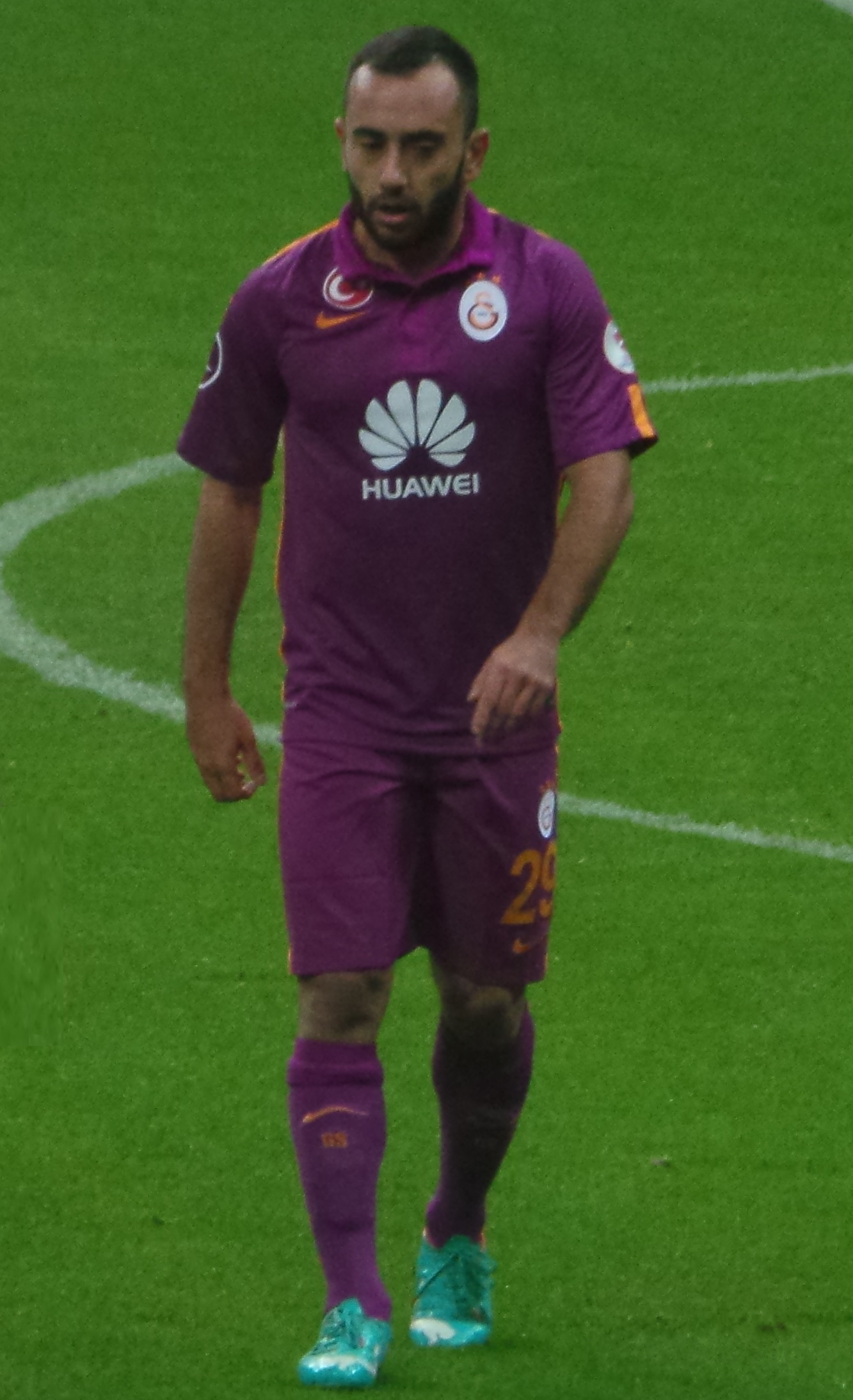
Olcan Adın
- Sedat Ağçay
- Ismaïl Aissati
- Orhan Ak
- Osman Akyol 2
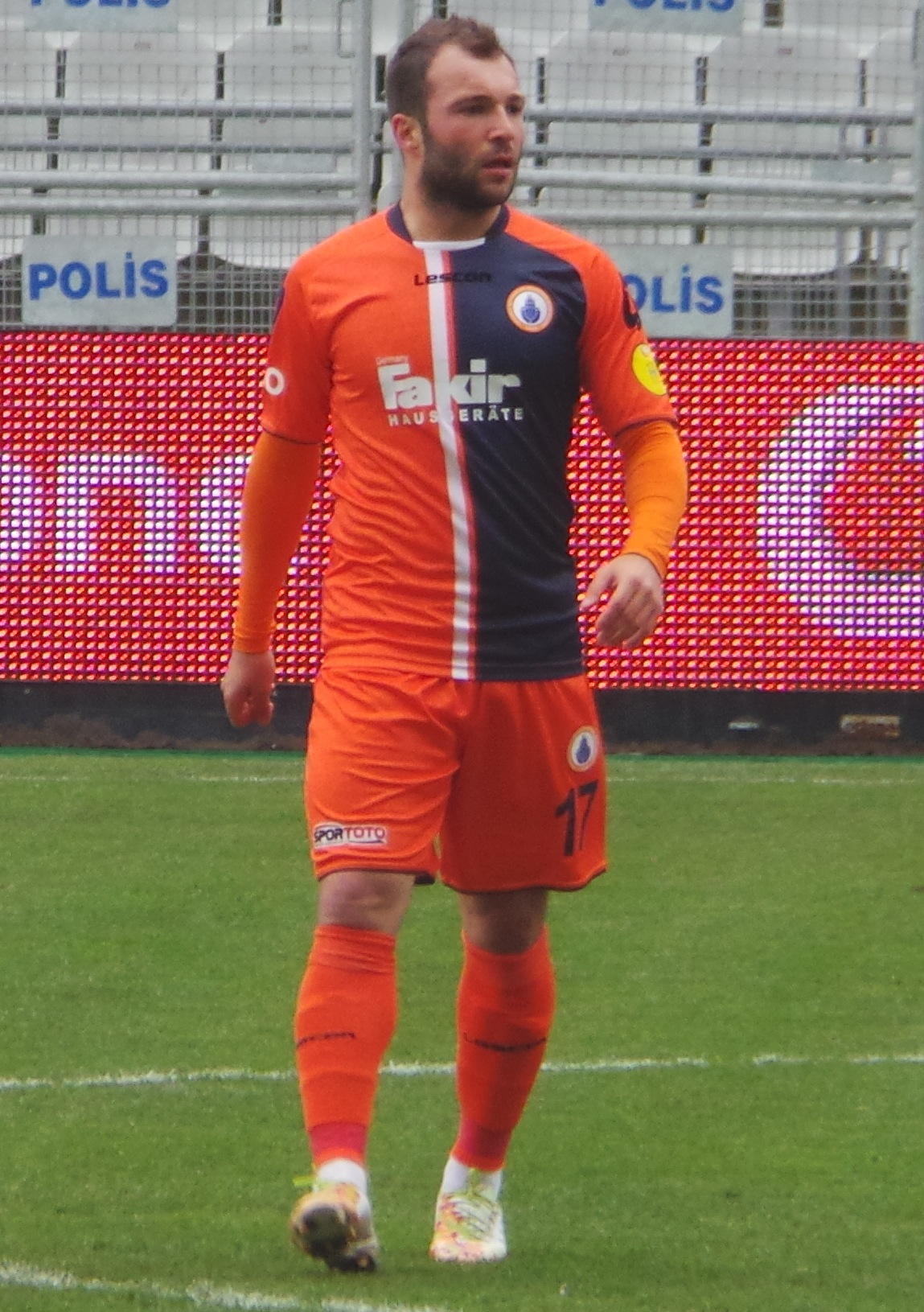
Murat Akın
- Volkan Altın
- Ertuğrul Arslan
- Koray Arslan
- Volkan Arslan
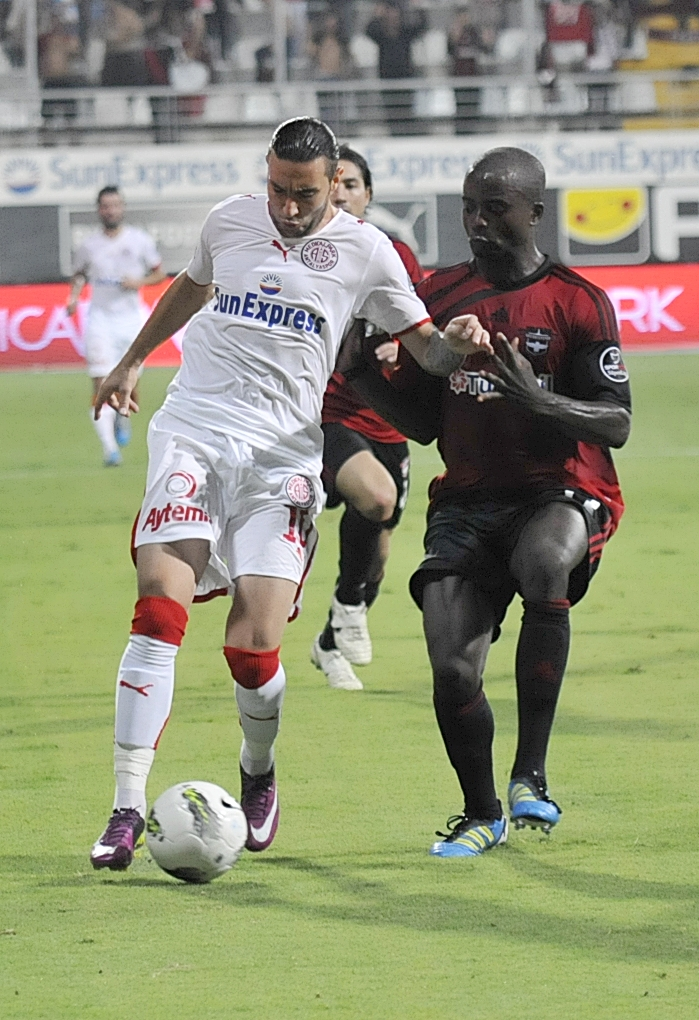
Necati Ateş
- Orhan Atik
- Yalçın Ayhan
- Cafer Aydın 2
- Musa Aydın
- Şahin Aygüneş
- Sezer Badur
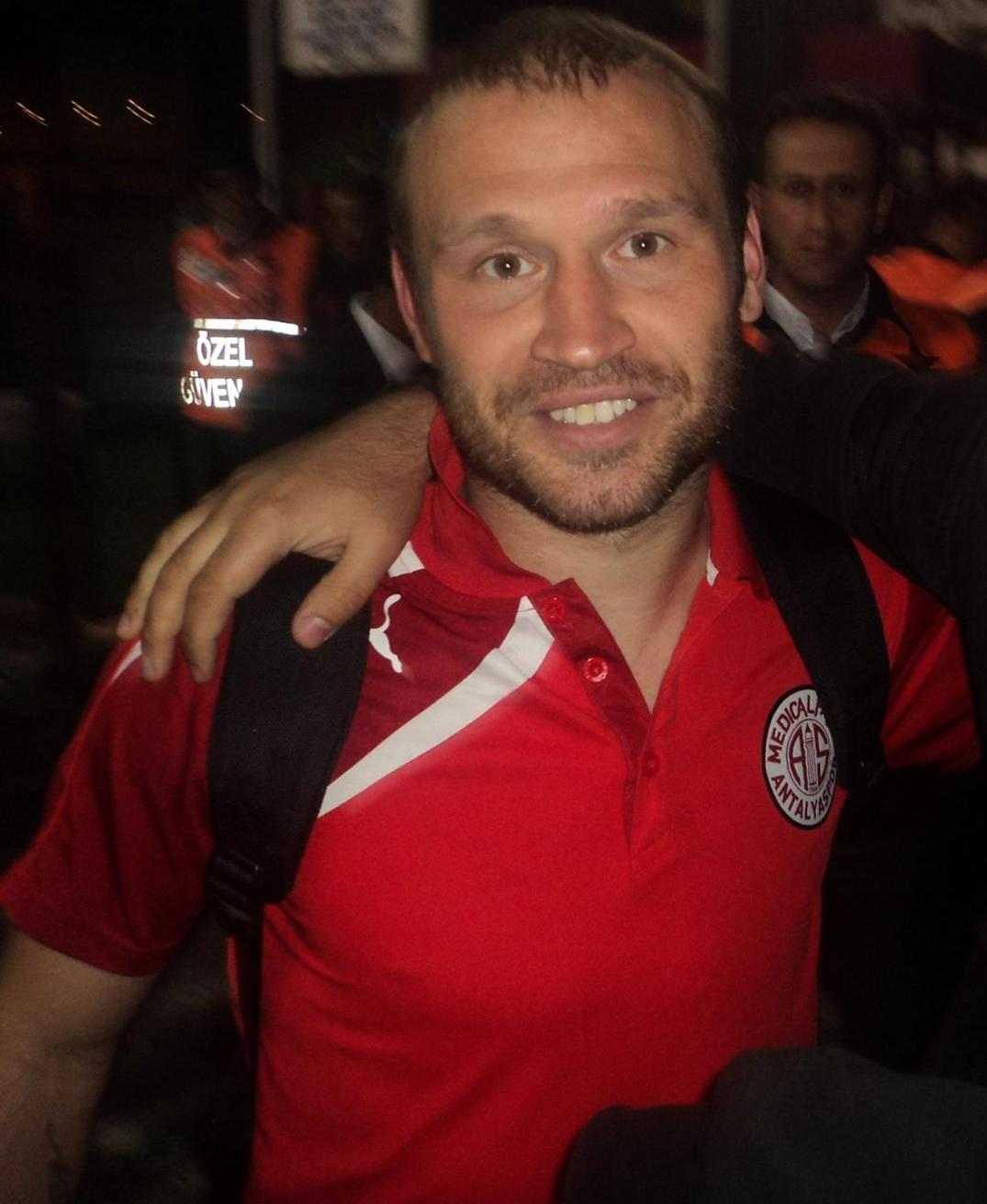
Serkan Balcı
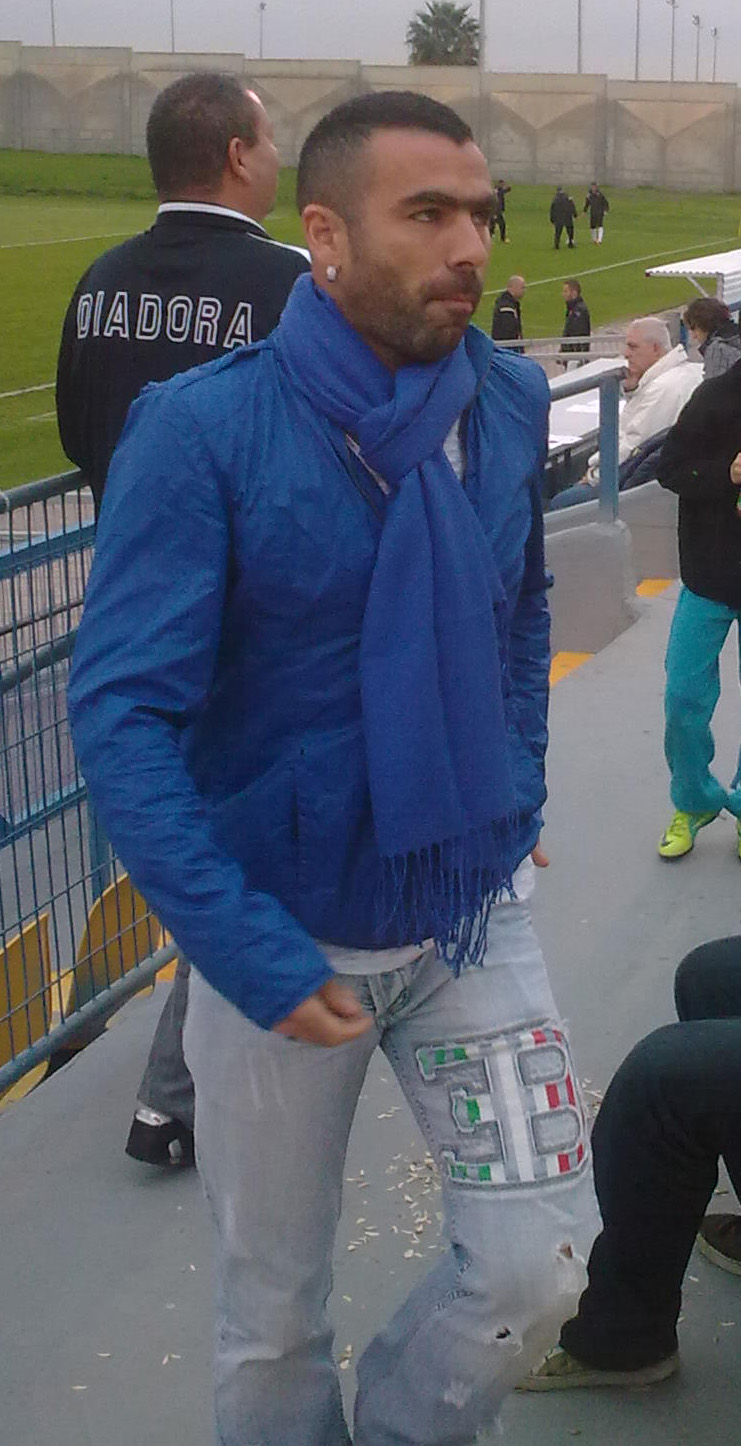
Pini Balili
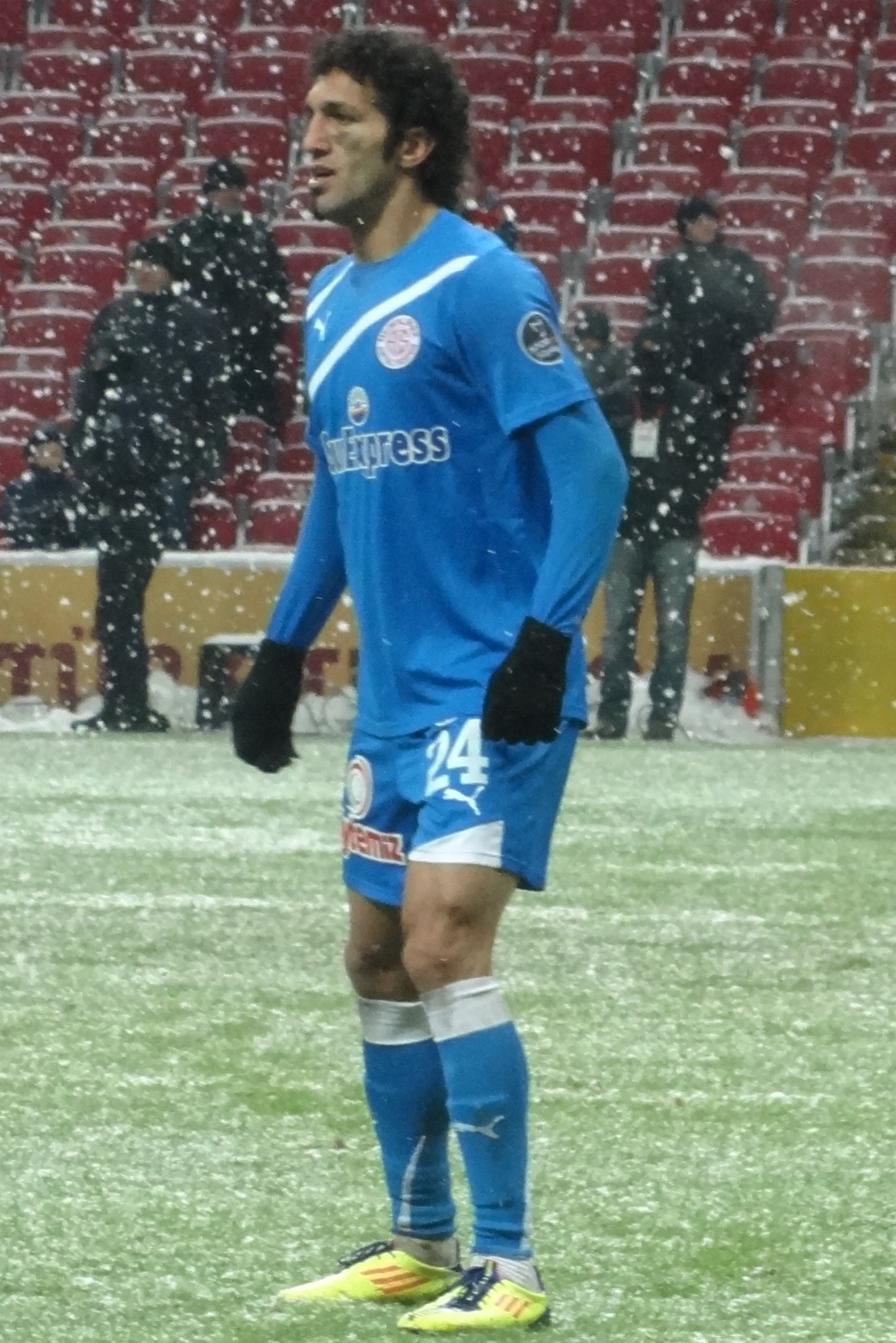
Deniz Barış
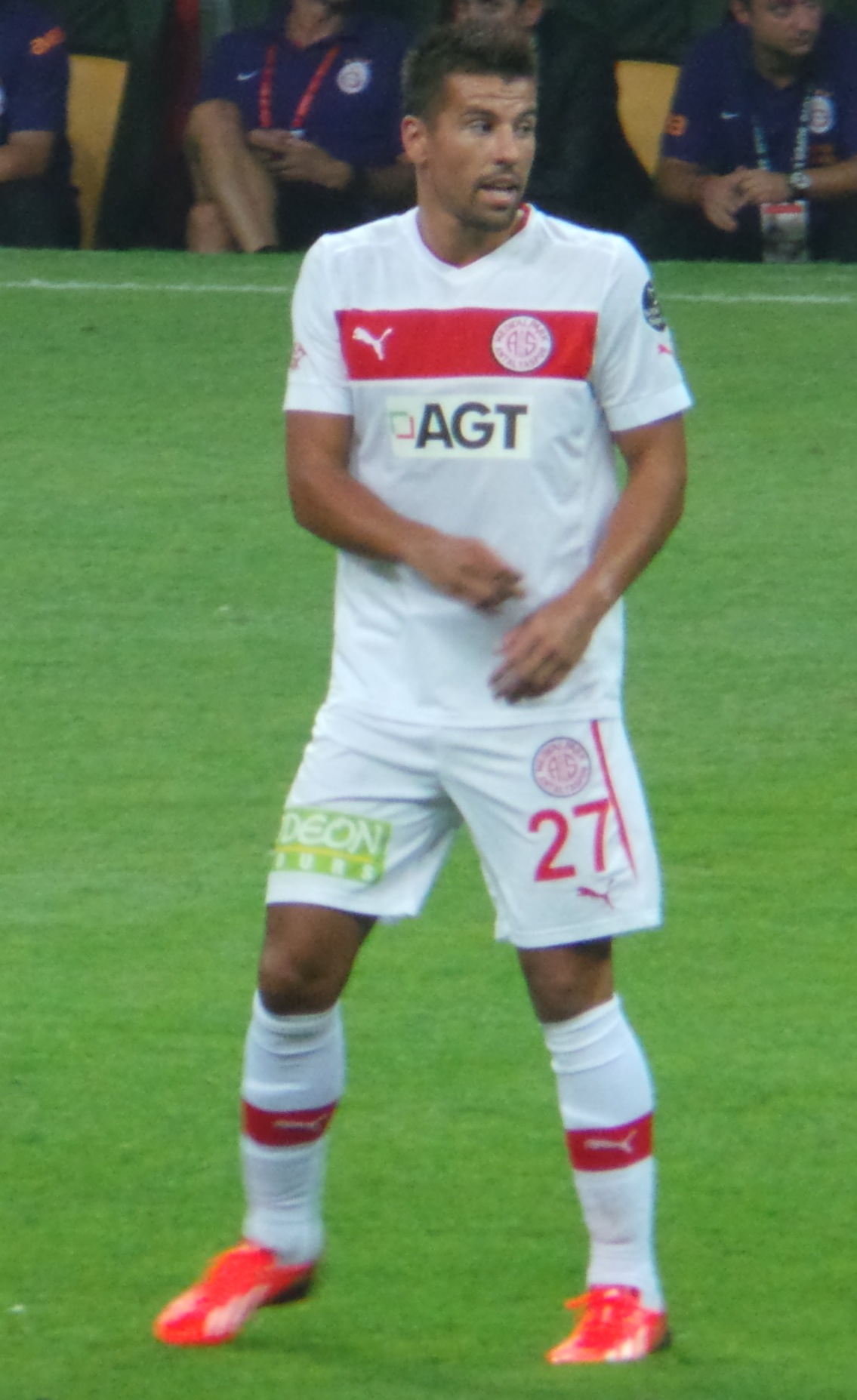
Milan Baroš
- Radoslav Batak
- Ali Bilgin
- Atilla Birlik
- Alexander Blessin
- Boško Boškovič
- Josef Boum
- Mehmet Eren Boyraz
- Kamil Çakır
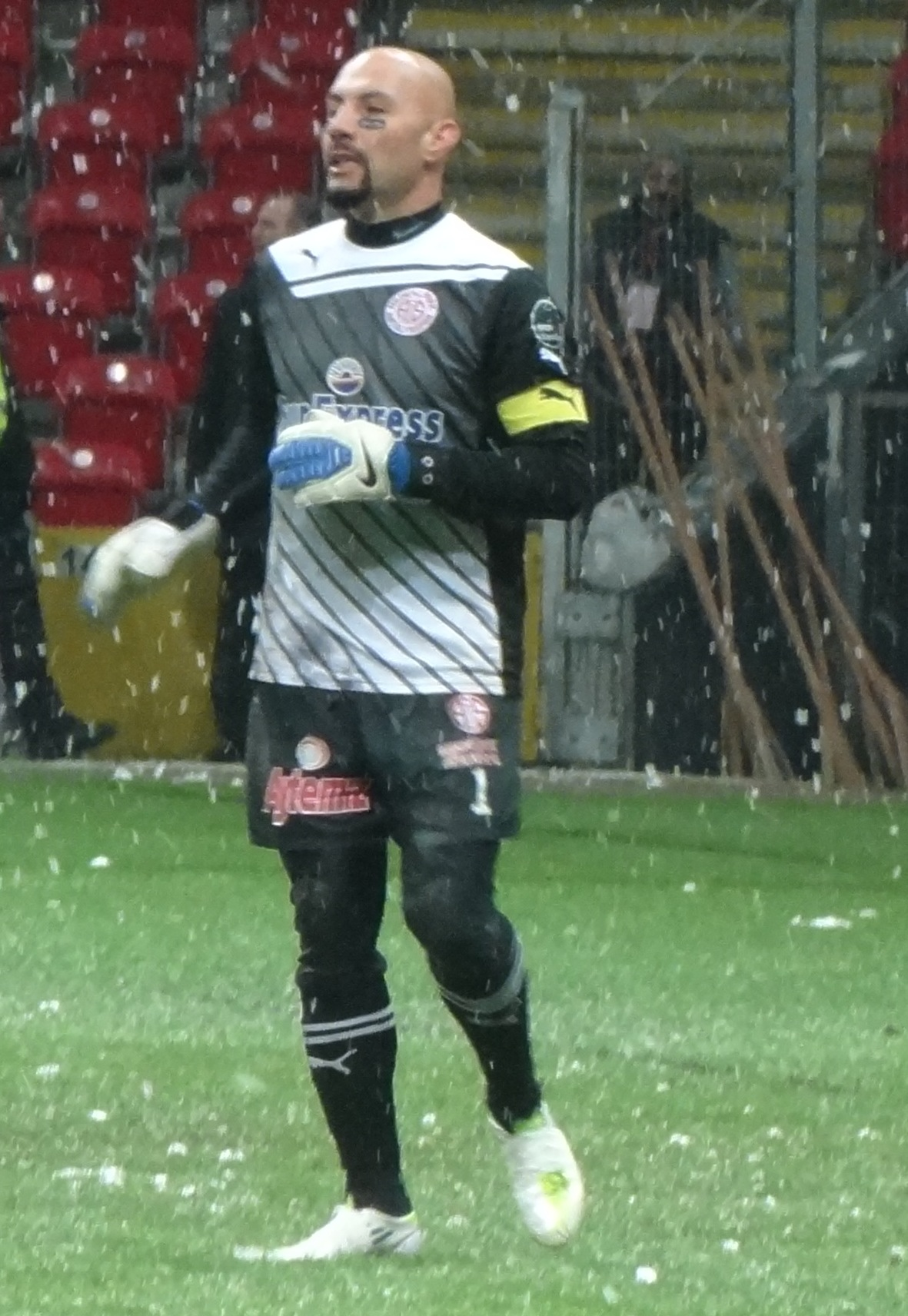
Ömer Çatkıç
- Hüseyin Çimşir
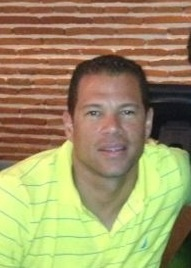
Óscar Córdoba
- İbrahim Dağaşan
- Oktay Delibalta
- Lamine Diarra
- Erol Dinler 1, 2
- Serge Djiéhoua
- Johan Djourou
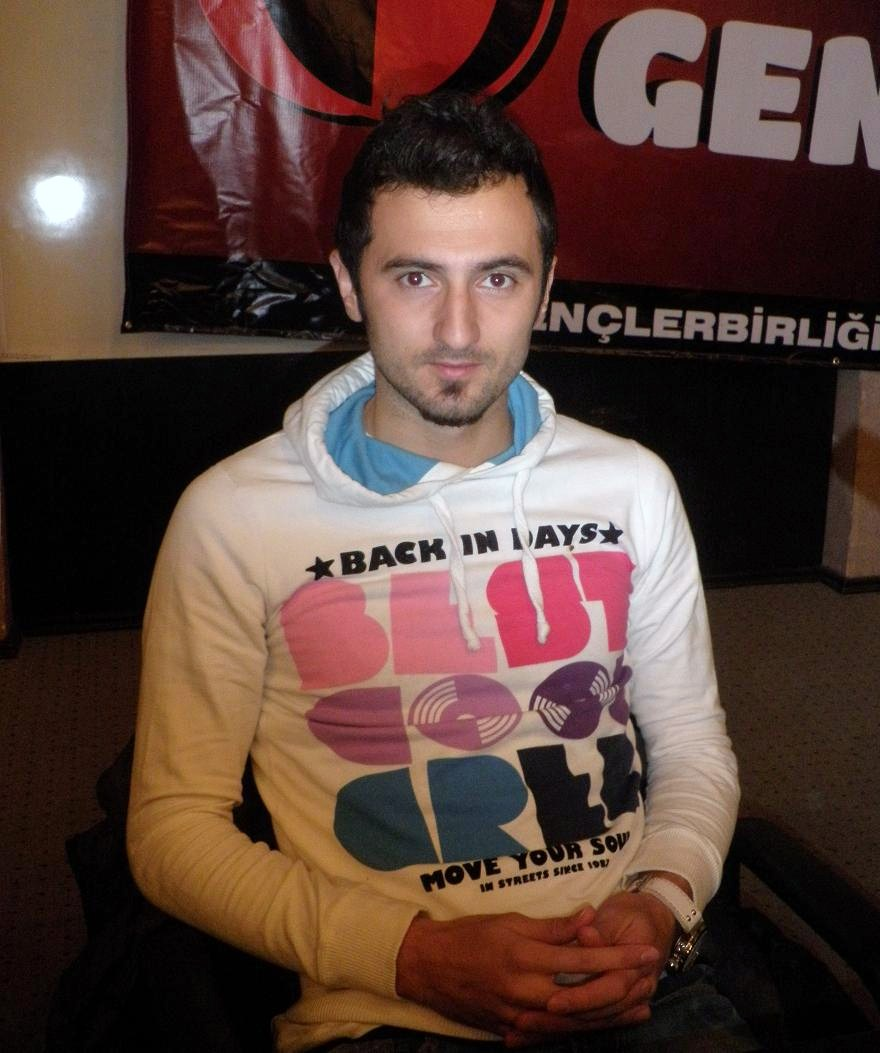
Murat Duruer 2
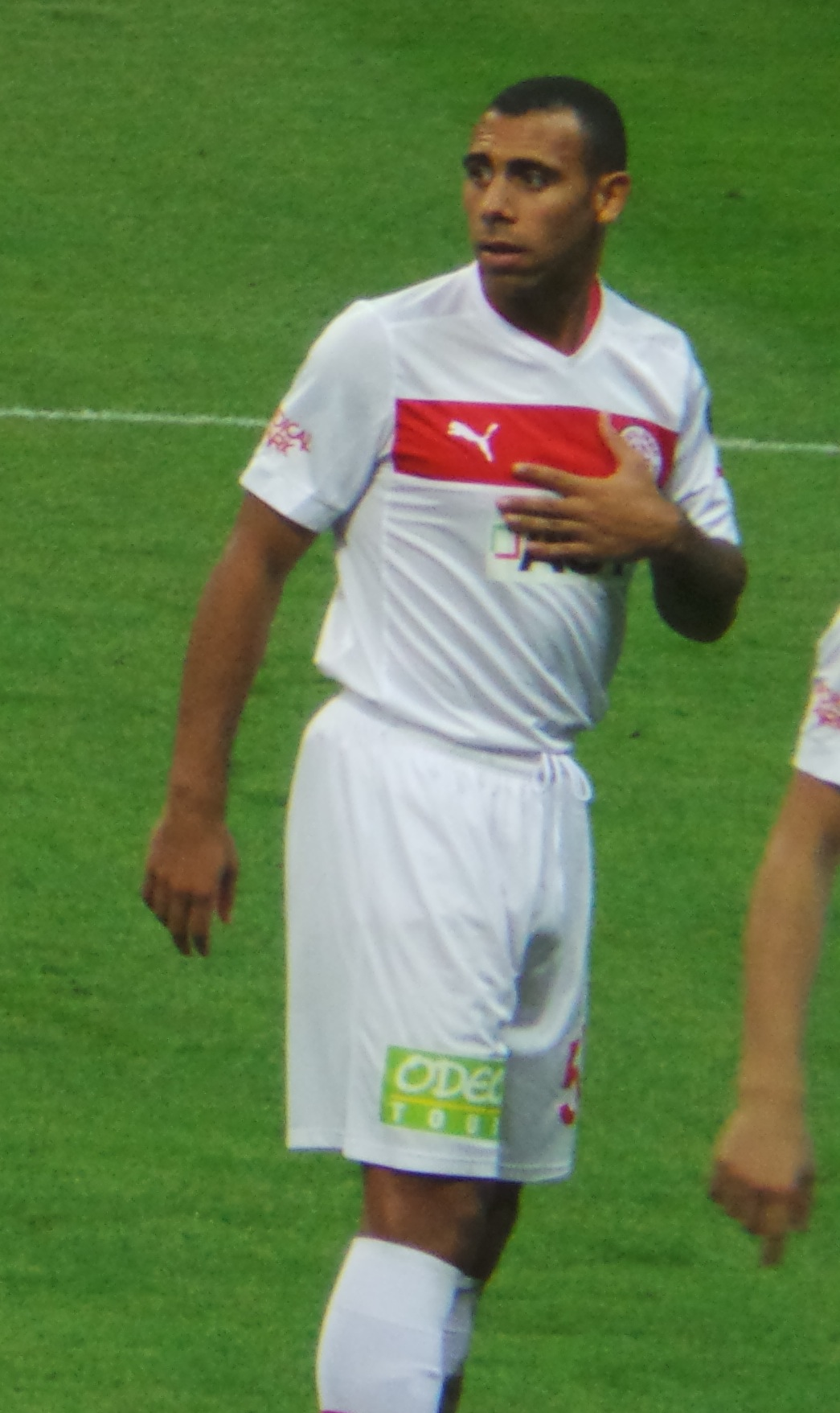
Anton Ferdinand
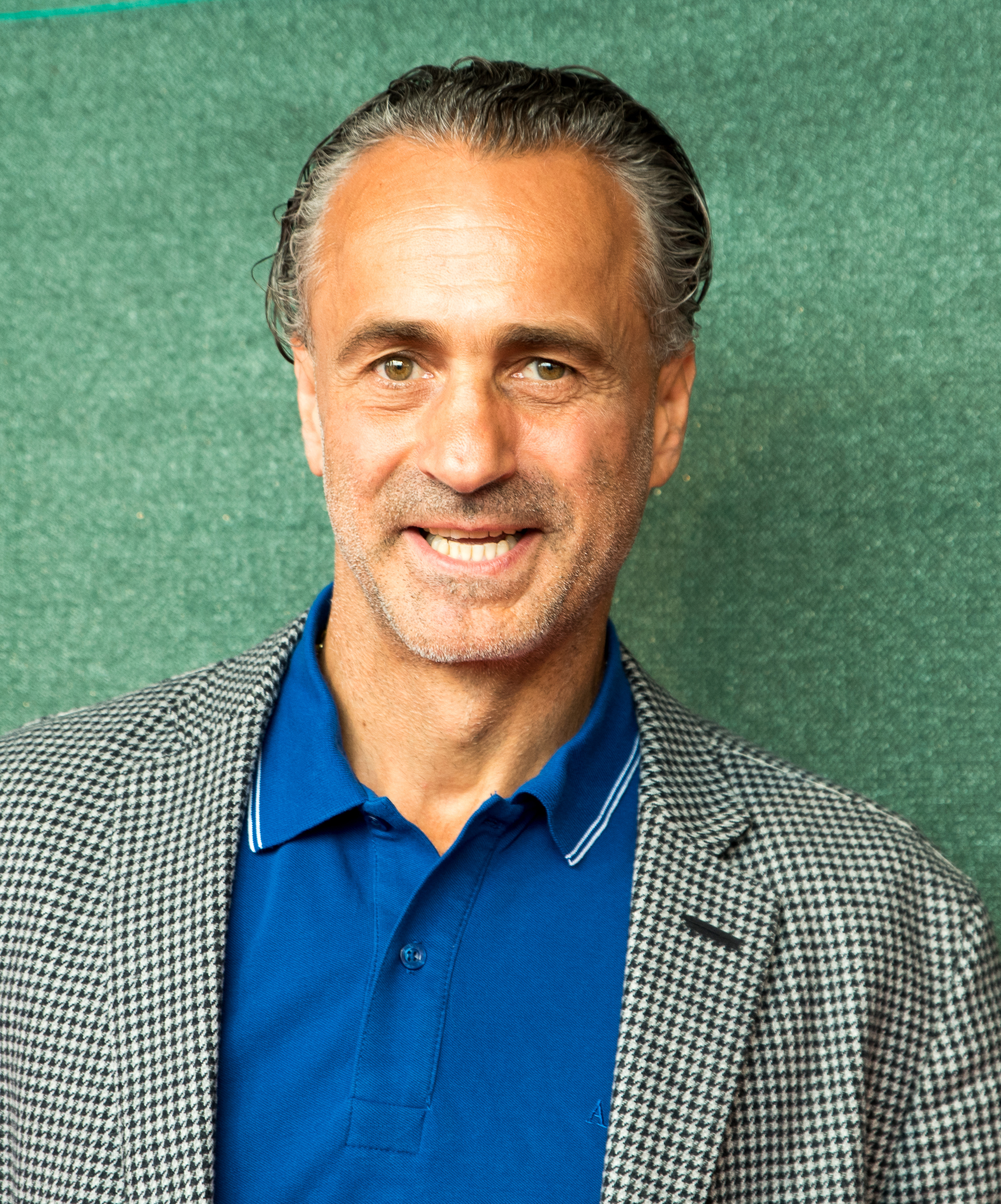
Maurizio Gaudino
- Goscho Gintschew
- Guilherme
- Taner Gülleri
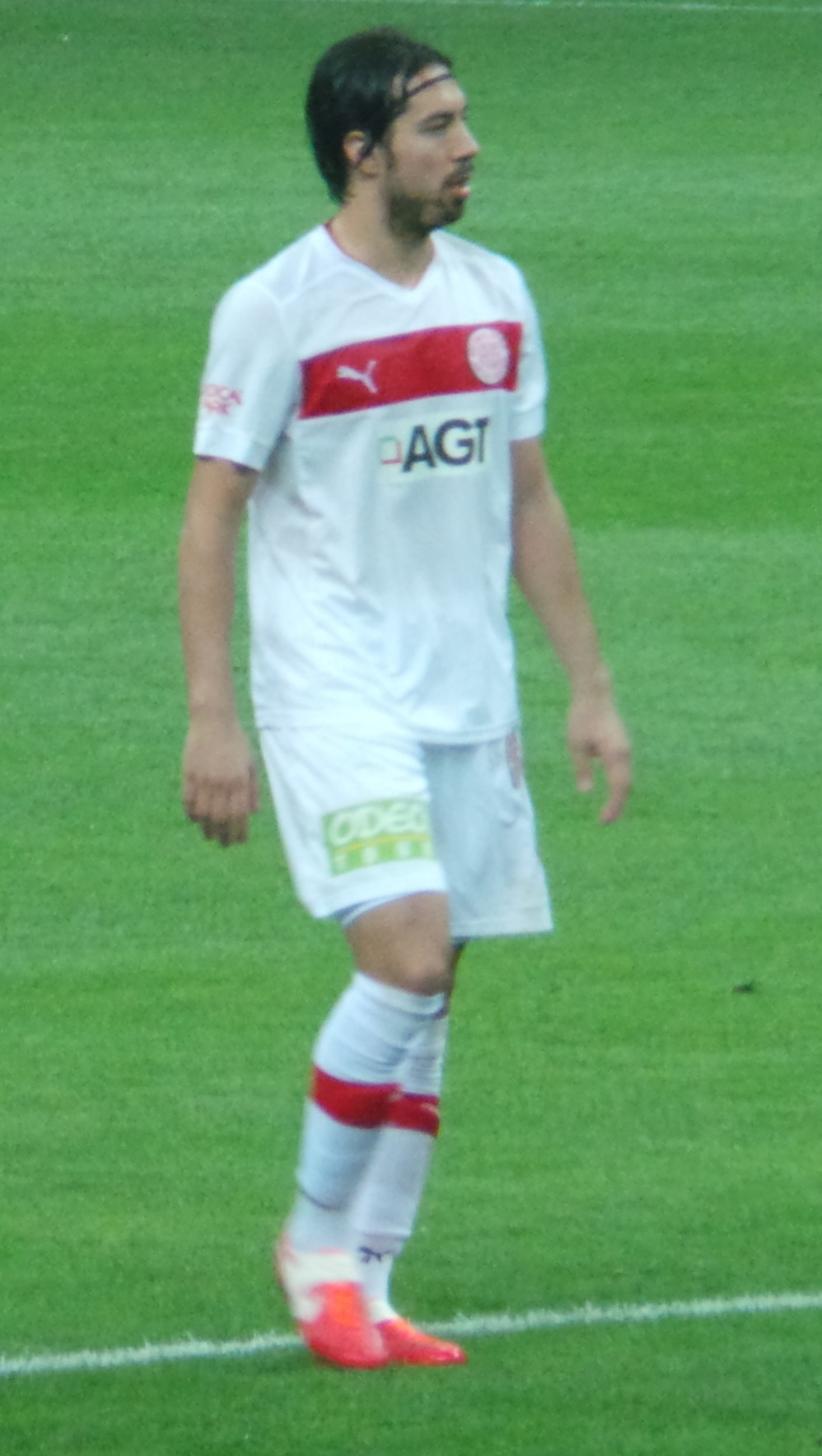
Emre Güngör
- Mustafa Gürsel
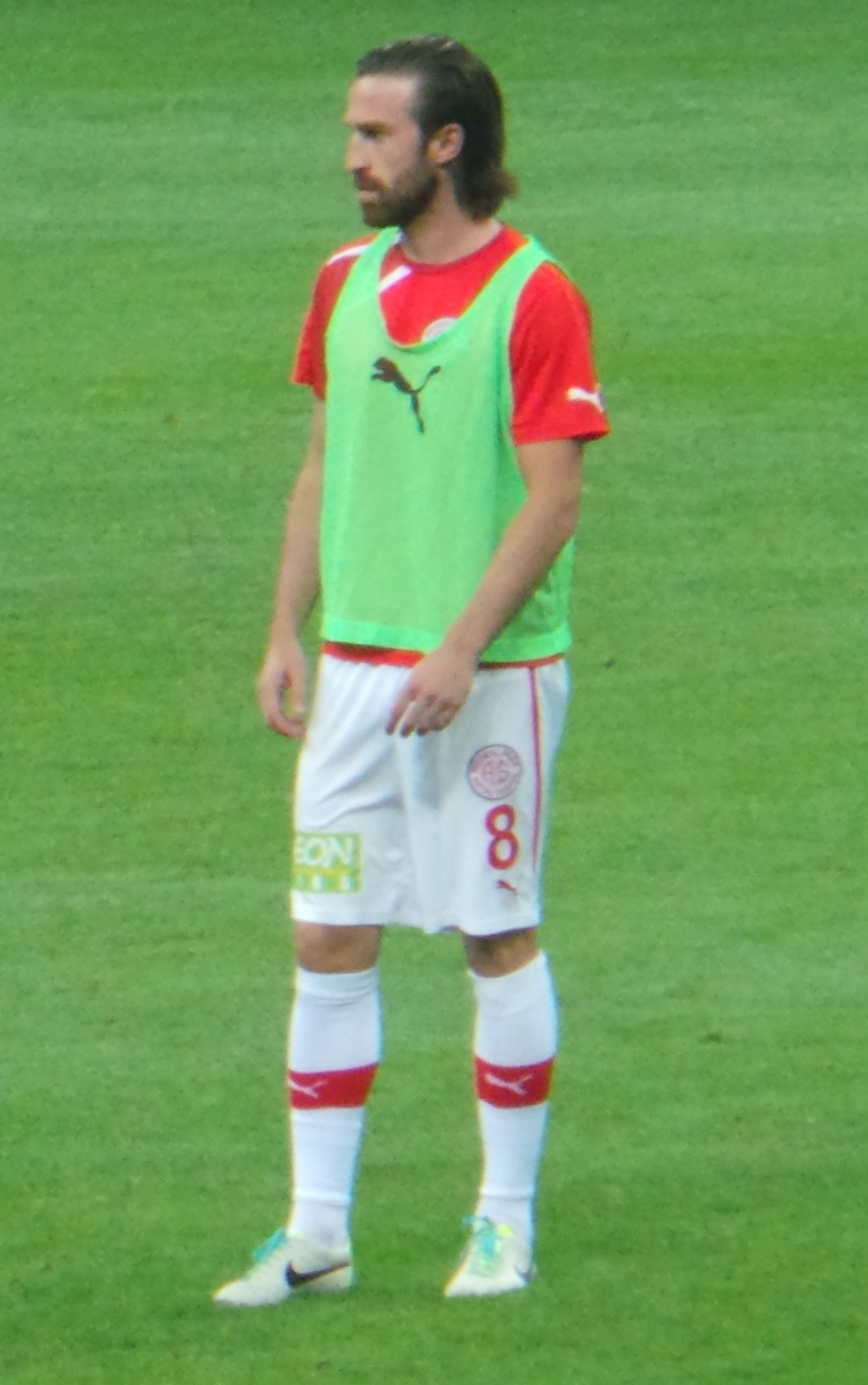
Uğur İnceman
- Natxo Insa
- Ozan İpek
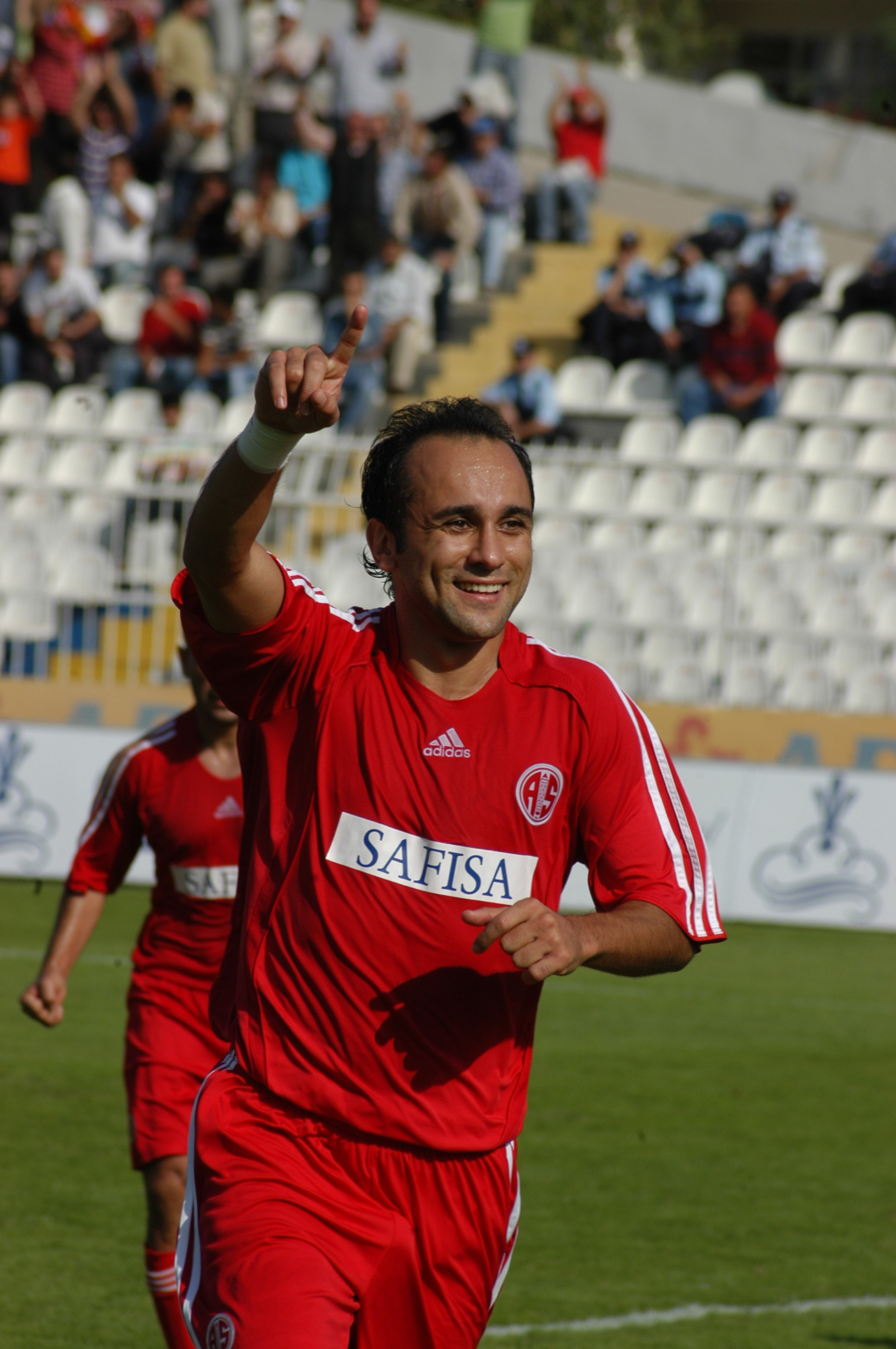
Cenk İşler
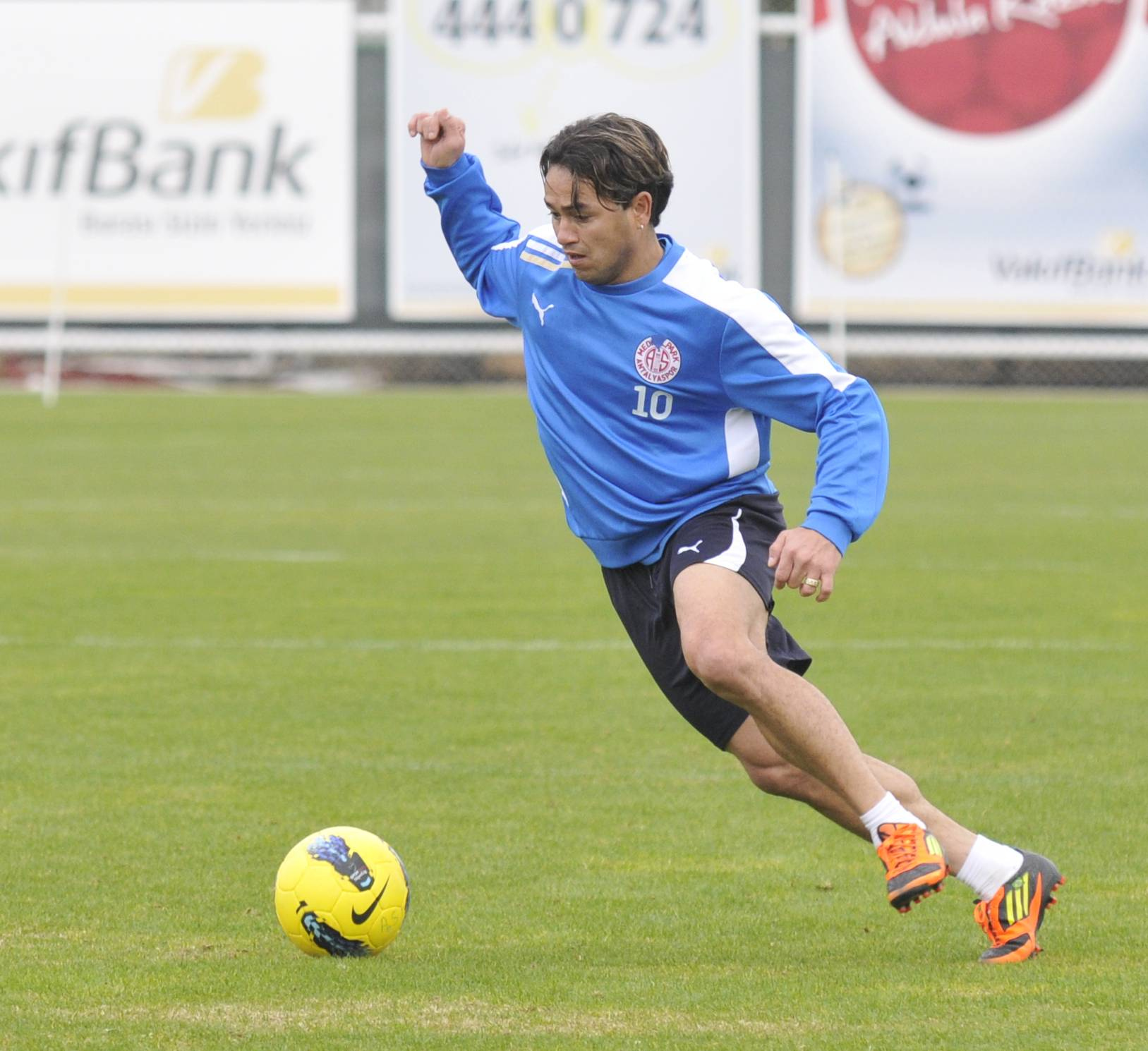
Jaba
- Giray Kaçar
- Deniz Kadah
- Nuri Kamburoğlu
- Adnan Karahan
- Doğa Kaya
- Erman Kılıç
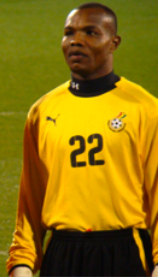
Richard Kingson
- Ahmet Kuru
- Abdurrahman Kuyucu
- Dejan Lazarević
- Wesselin Minew
- Vedin Musić
- Andre N’Gole
- Hakan Özmert
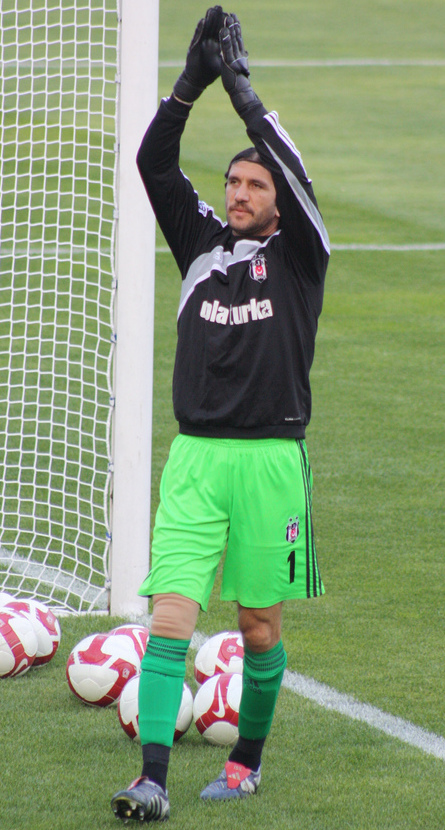
Rüştü Reçber
- Burhan Saatcioğlu
- Dirk Schuster
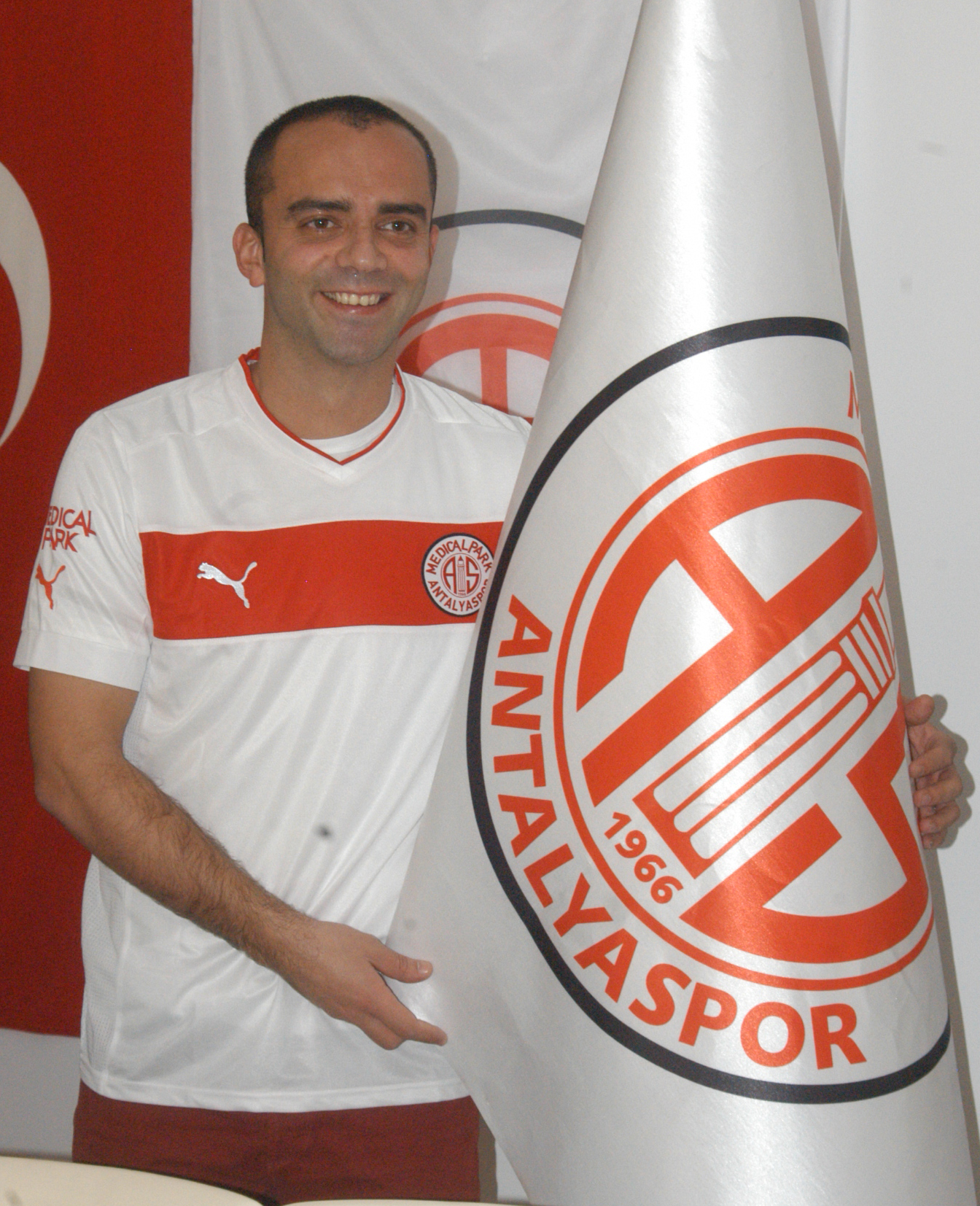
Semih Şentürk
- Kerem Şeras
- Ömer Şişmanoğlu
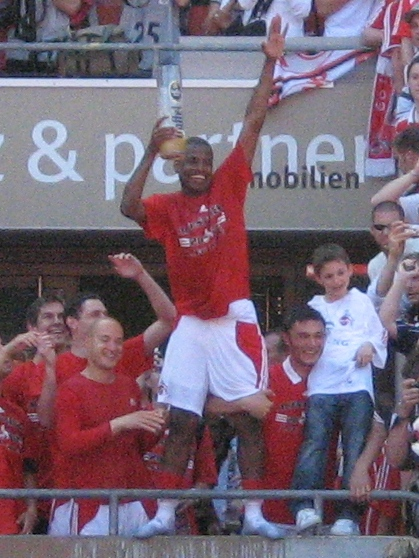
Maynor Suazo
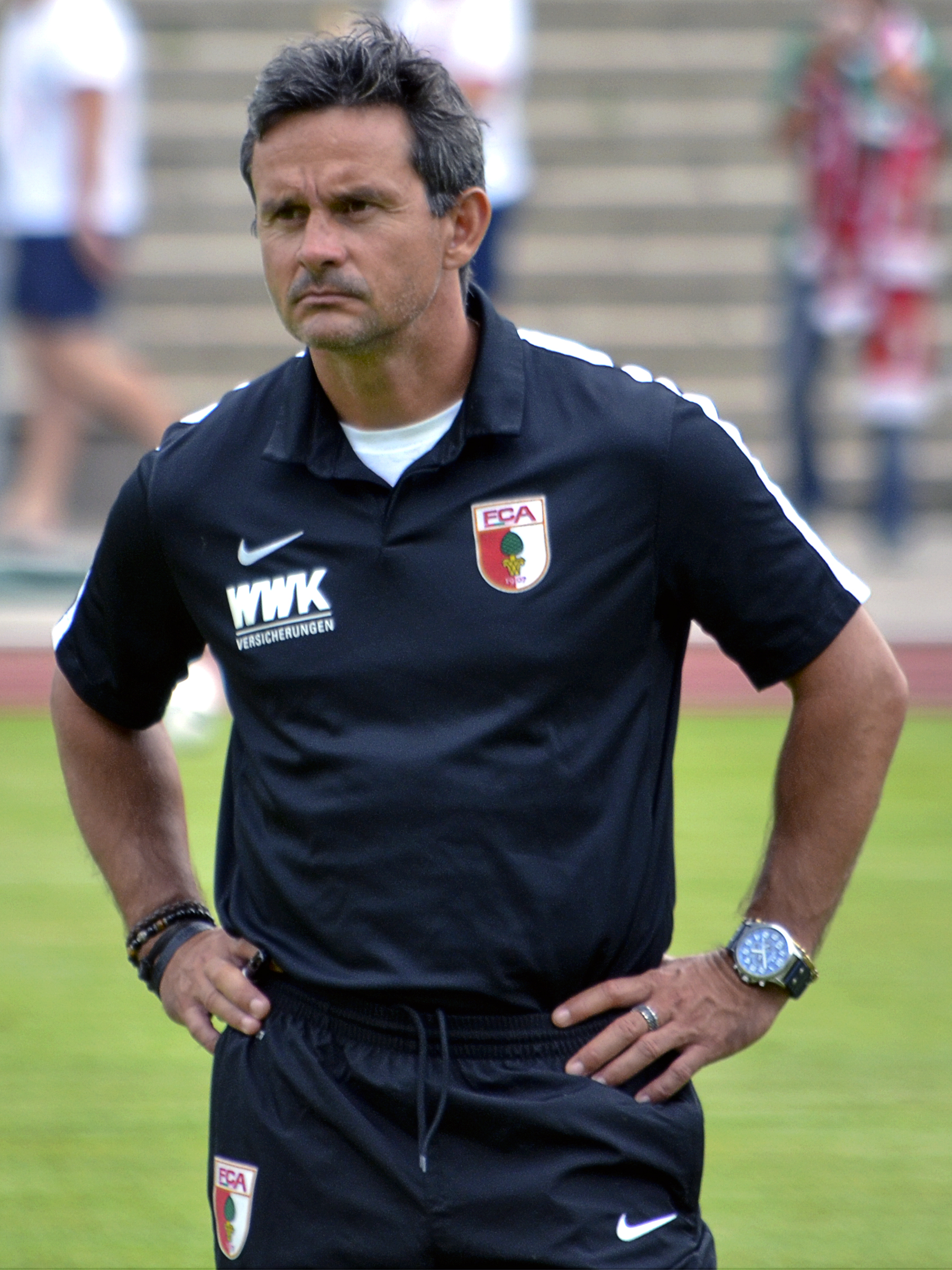
Dirk Schuster

- Mahir Şükürov
- Ahmet Sönmez
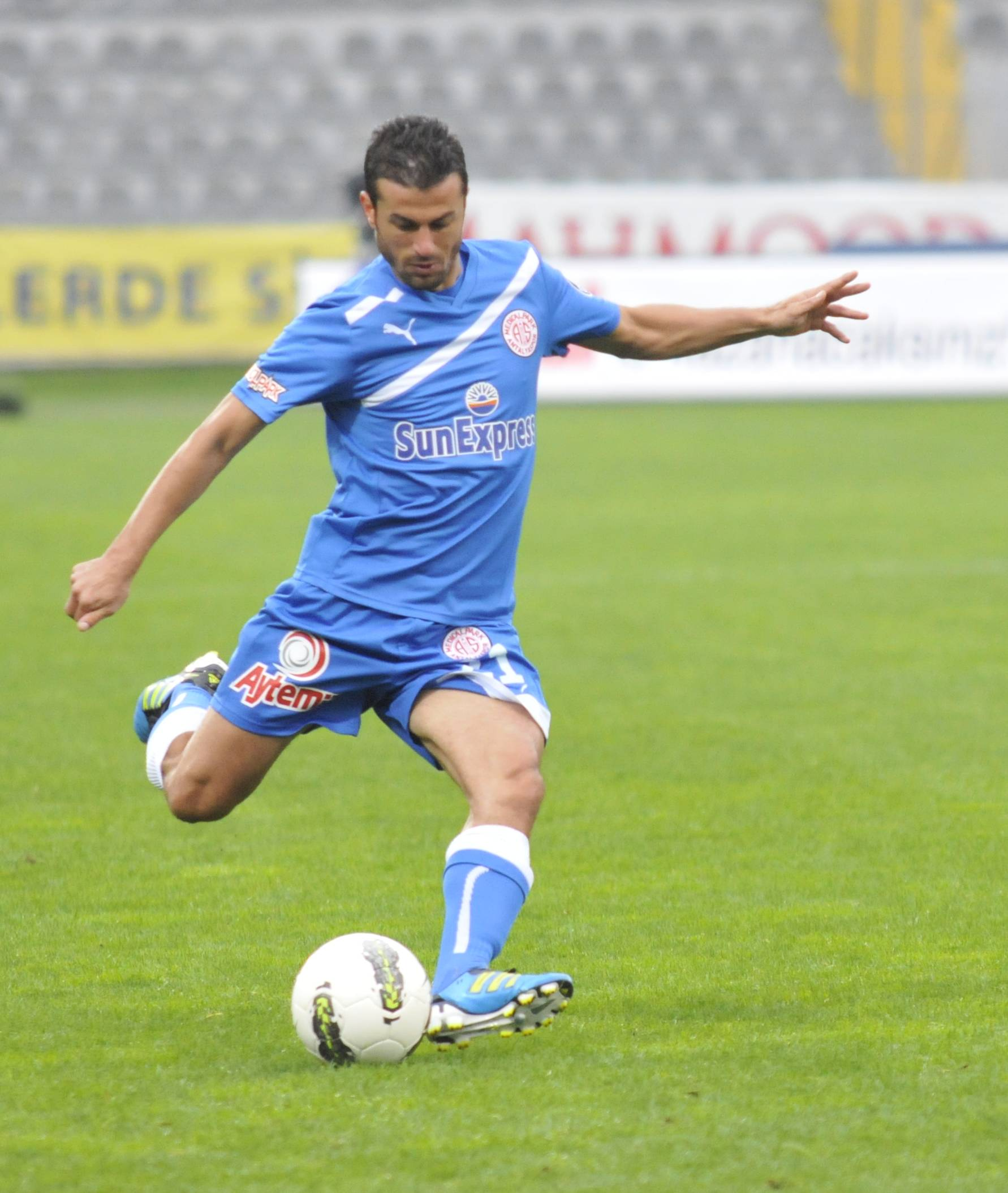
Ali Tandoğan
- Ergün Teber
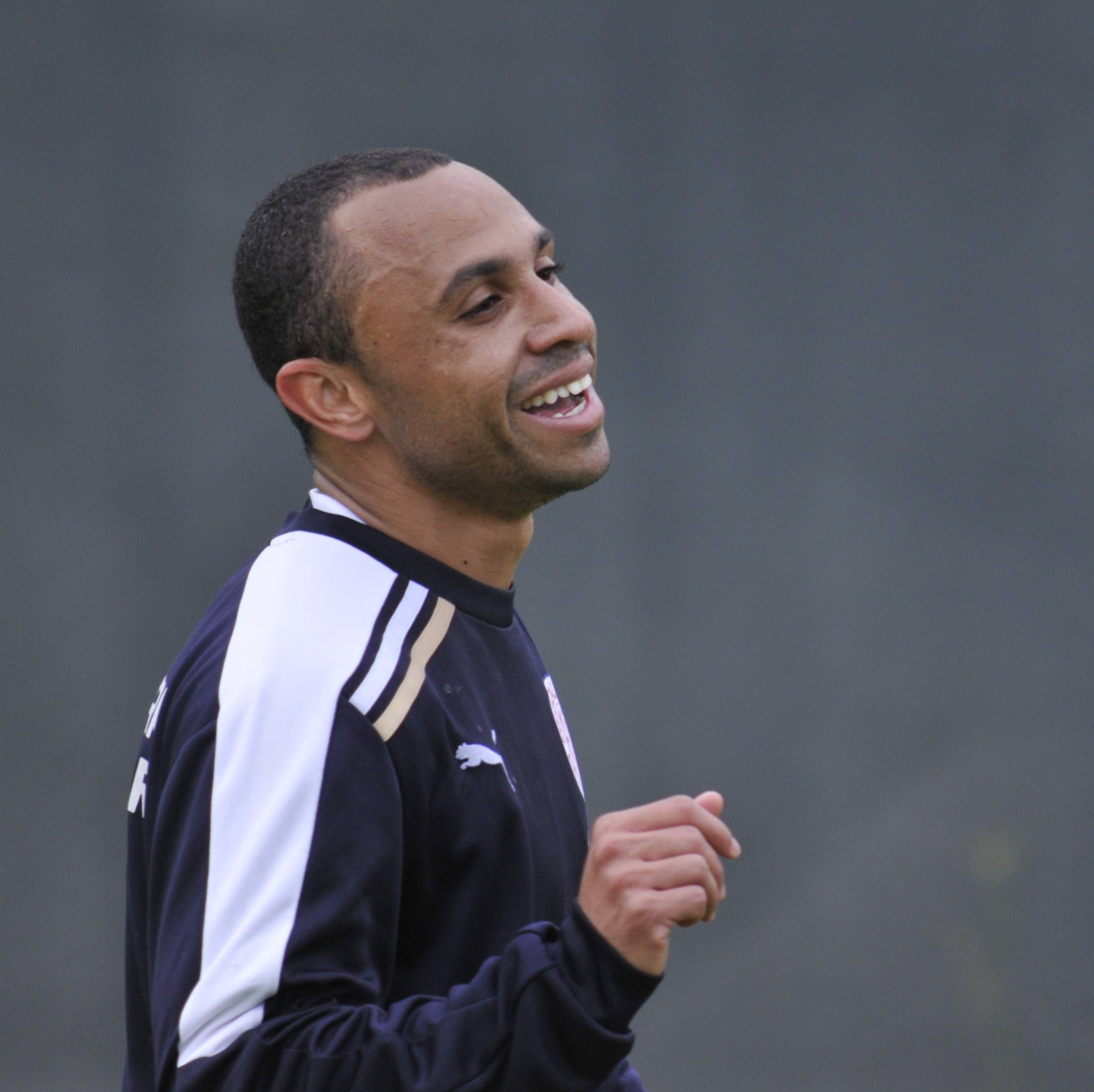
Tita
- Önder Turacı
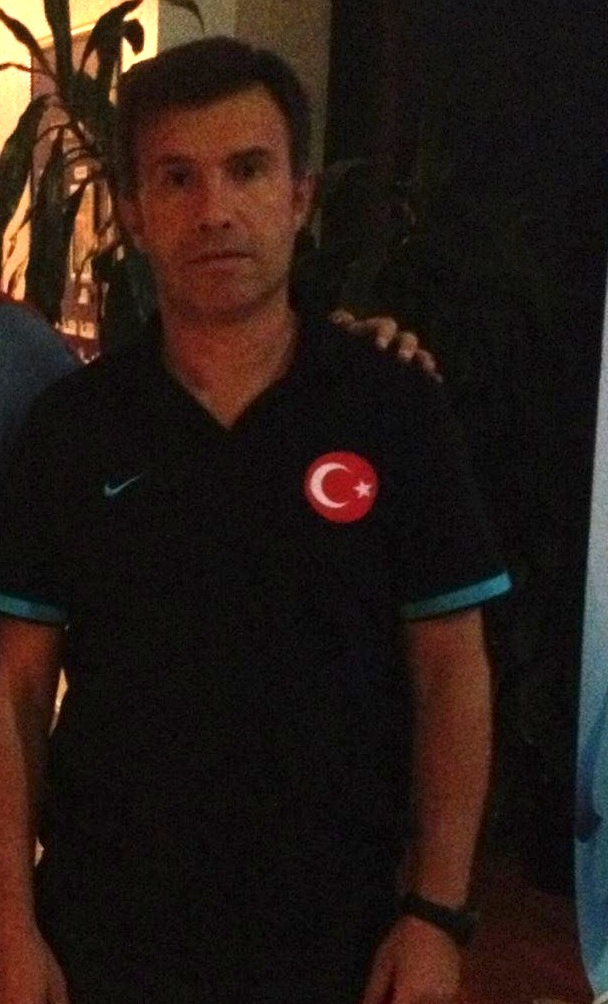
Feyyaz Uçar
- Fazlı Ulusal
- Ayhan Tuna Üzümcü
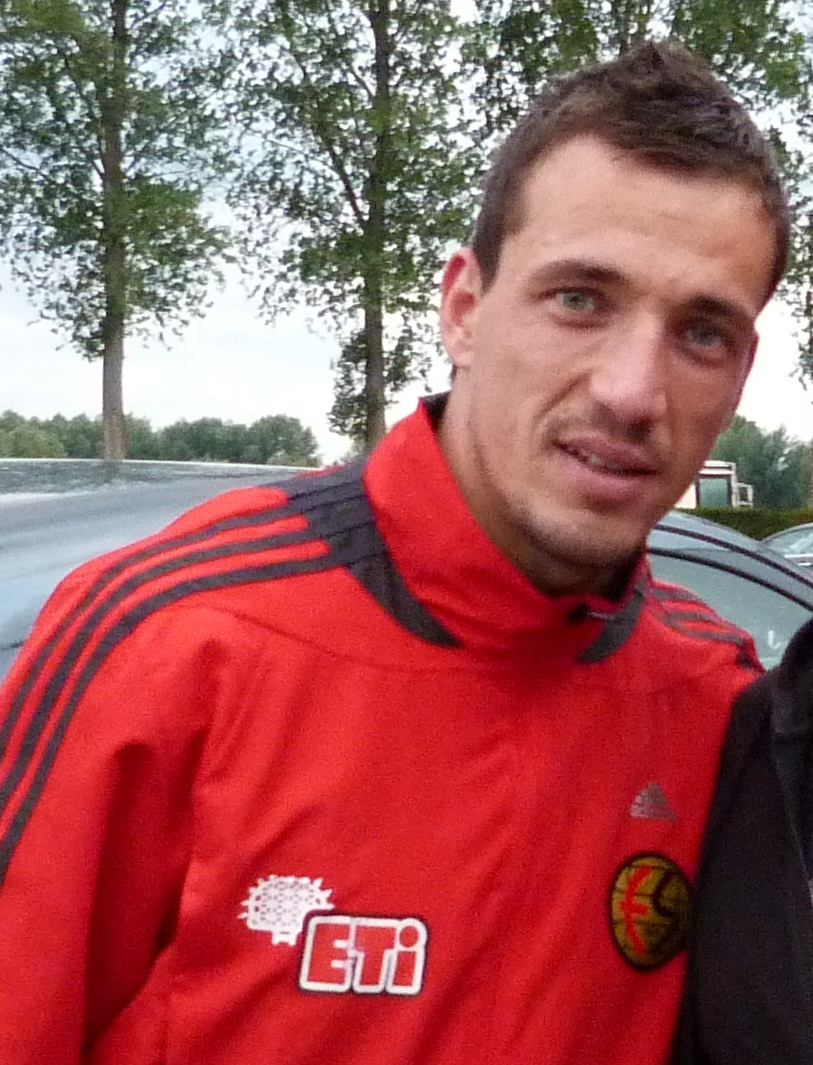
Volkan Yaman 2
- Mehmet Yıldız
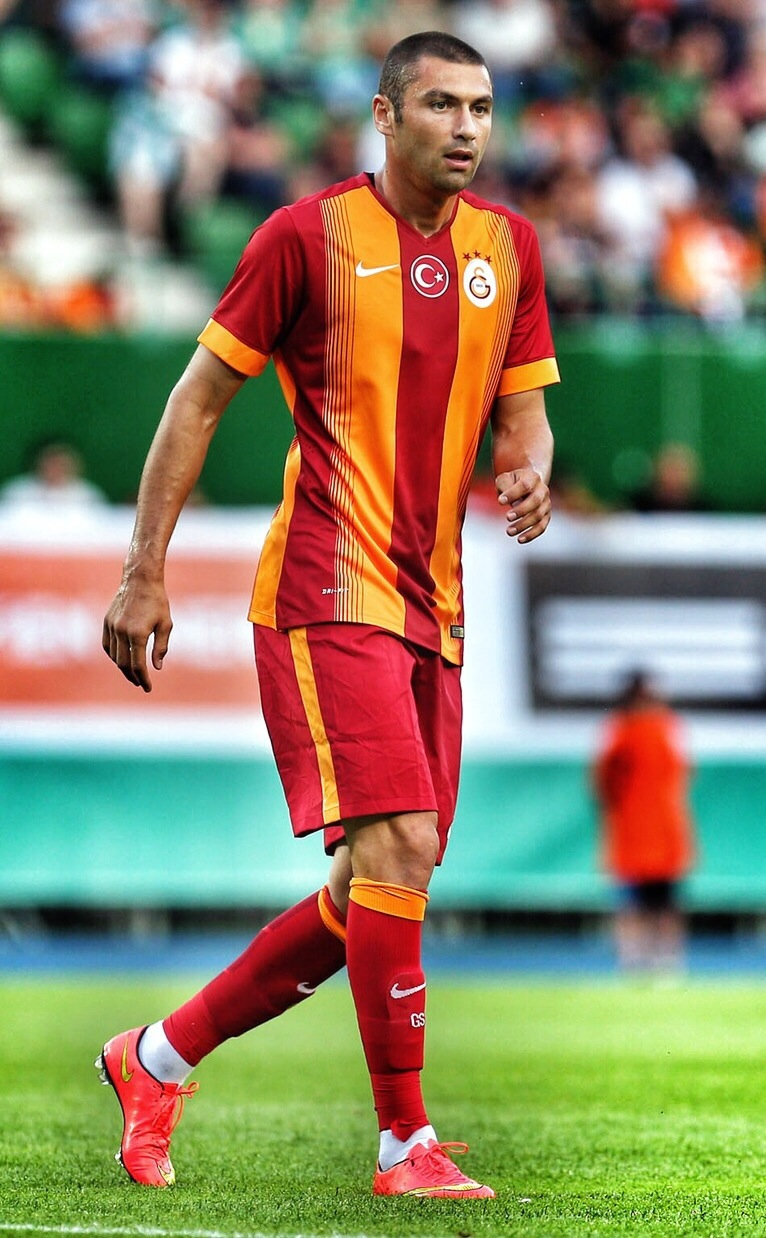
Burak Yılmaz 2
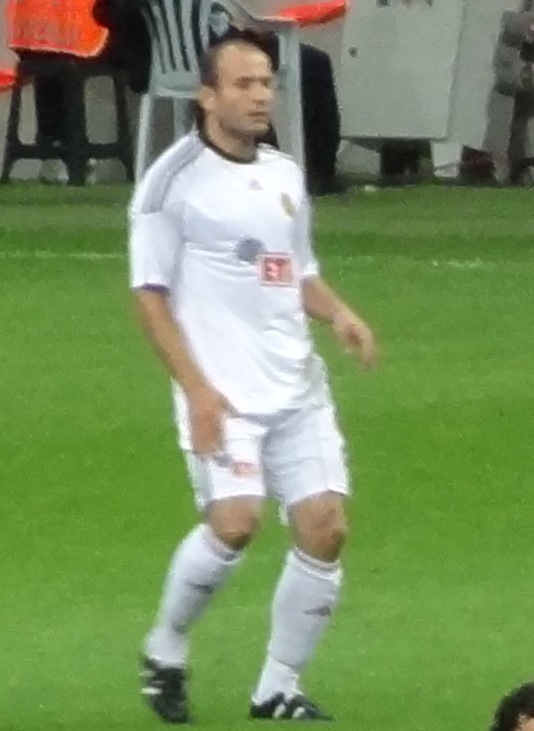
Mehmet Yıldız

- Ali Zitouni

- Olcan Adın
- Murat Akın
- Necati Ateş
- Serkan Balcı
- Pini Balili
- Deniz Barış
- Milan Baroš
- Ömer Çatkıç
- Óscar Córdoba
- Murat Duruer
- Anton Ferdinand
- Maurizio Gaudino
- Emre Güngör
- Uğur İnceman
- Cenk İşler
- Jaba
- Richard Kingson
- Rüştü Reçber
- Semih Şentürk
- Maynor René Suazo
- Dirk Schuster
- Ali Tandoğan
- Tita
- Feyyaz Uçar
- Volkan Yaman
- Burak Yılmaz
- Mehmet Yıldız

## Trainer (Auswahl)
- Seracettin Kırklar (Oktober 1966[14] – mind. Februar 1968[15])
- Birol Pekel (Juli 1975[16] – November 1975[17])
- Kadir Giderler (August 1981 – Mai 1982)
- Valeriu Neagu (August 1982 – April 1983)
- Orhan Gülmez (April 1983 – Juni 1983)
- Peter Stubbe (August 1983 – November 1983)
- Ali Rıza Şenol (November 1983)
- Yılmaz Gökdel (November 1983 – Mai 1984)
- Ali Rıza Şenol (August 1984 – September 1984)
- Orhan Gülmez 3 (September 1984)
- Zeynel Soyuer (September 1984 – Dezember 1984)
- Adnan Dinçer (Januar 1985 – Oktober 1986)
- Yılmaz Gökdel (November 1986 – Dezember 1987[18])
- Yılmaz Vural (August 1988 – Mai 1989)
- Adnan Dinçer (Juni 1992 – Mai 1993)
- Erdem Tuğal (August 1994 – März 1994)
- Adnan Dinçer (Mai 1994 – Dezember 1994)
- Ahmet Akcan (Dezember 1994 – Mai 1995)
- Ümit Kayıhan (Juni 1996 – Januar 1997)
- Metin Ünal (Januar 1997 – Mai 1997)
- Şenol Güneş (Juli 1997 – Mai 1998)
- Jozef Jarabinský (Juni 1998 – Mai 1999)
- Rüdiger Abramczik (Juni 1999 – Mai 2000)
- Metin Ünal (Mai 2000 – Juli 2001)
- Cezmi Turhan (August 2001)
- Hüseyin Kalpar (September 2001 – November 2001)
- Mehmet Ali Öztürk 3 (November 2001 – Dezember 2001)
- Giray Bulak (Januar 2002 – Mai 2002)
- Adnan Dinçer (Juli 2002 – November 2002)
- Tarık Söyleyici (Dezember 2002 – Oktober 2003)
- Coşkun Demirbakan (Oktober 2003 – Oktober 2004)
- Metin Türel (Oktober 2004 – Februar 2005)
- Adnan Gülek 3 (Februar 2005 – Mai 2005)
- Yılmaz Vural (Juni 2005 – Mai 2007)
- Ümit Turmuş (Juni 2007 – Dezember 2007)
- Raşit Çetiner (Dezember 2007 – März 2008)
- Hikmet Karaman (März 2008 – August 2008)
- Jozef Jarabinský (August 2008 – November 2008)
- Mehmet Özdilek (November 2008 – Juni 2013)
- Samet Aybaba (Juli 2013 – März 2014)
- Fuat Çapa (März 2014 – Mai 2014)
- Engin Korukır (Juni 2014 – November 2014)
- Hami Mandıralı (November 2014 – Februar 2015)
- Yusuf Şimşek (Februar 2015 – Dezember 2015)
- José Morais (Januar 2016 – Oktober 2016)
- Rıza Çalımbay (Oktober 2016 – September 2017)
- Leonardo (September 2017 – Dezember 2017)
- David Badia Cequier 3 (Dezember 2017)
- Hamza Hamzaoğlu (Januar 2018 – Mai 2018)
- Bülent Korkmaz (Juni 2018 – November 2019)
- Stjepan Tomas (November 2019 – Januar 2020)[19]
- Tamer Tuna (Januar 2020 – Oktober 2020)[20]
- Ersun Yanal (November 2020 – Oktober 2021)[21]

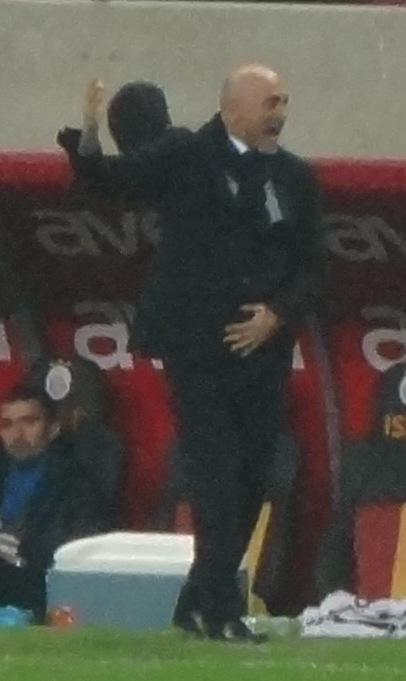
Hikmet Karaman
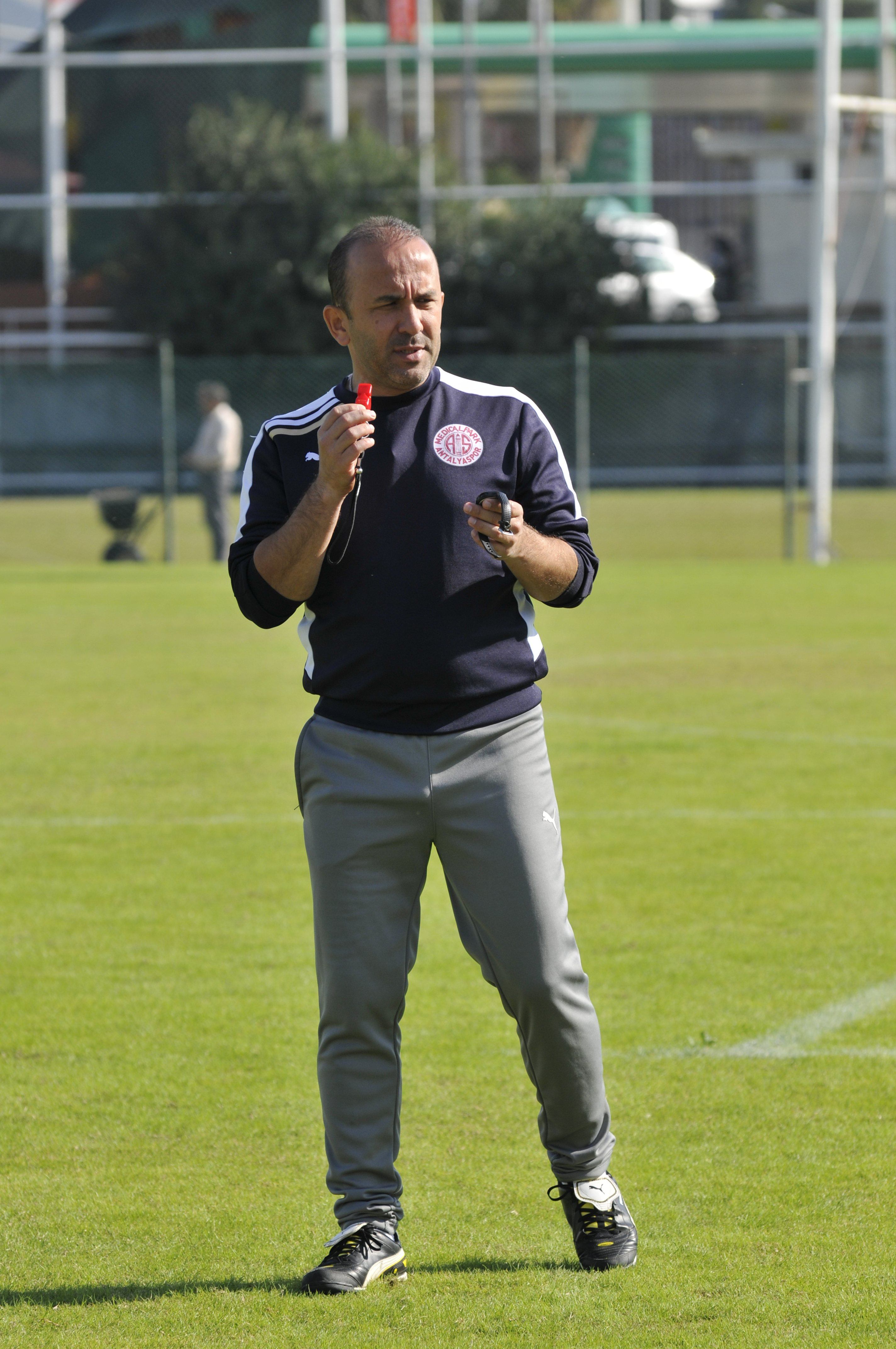
Mehmet Özdilek
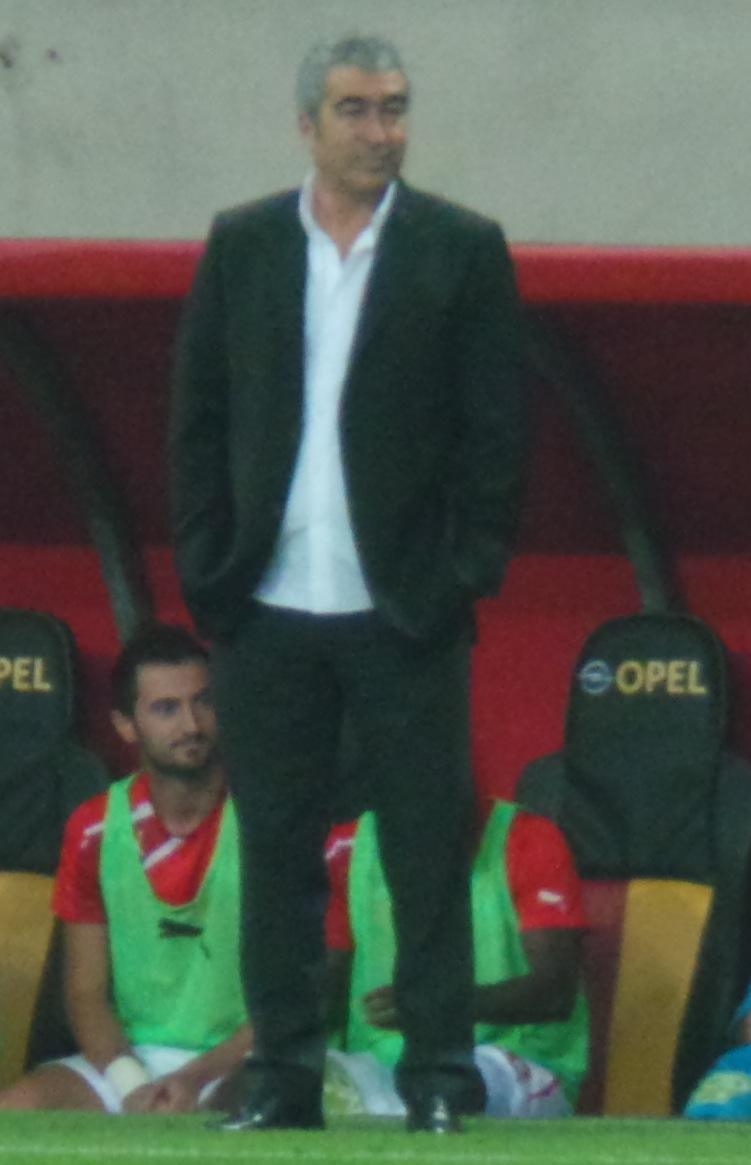
Samet Aybaba
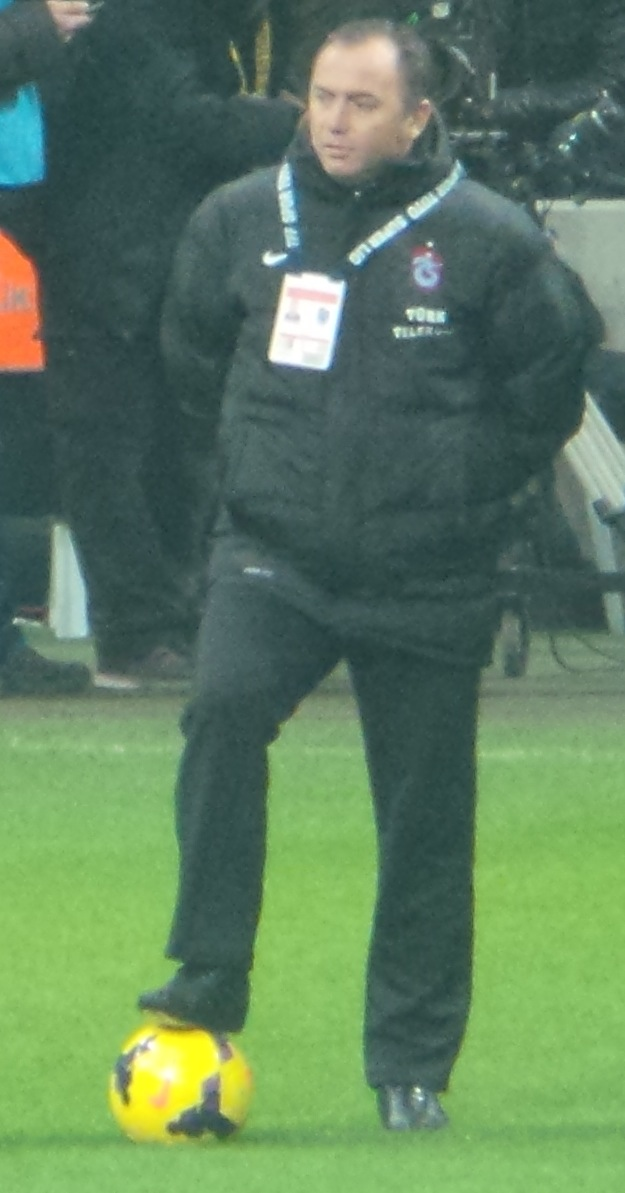
Hami Mandıralı
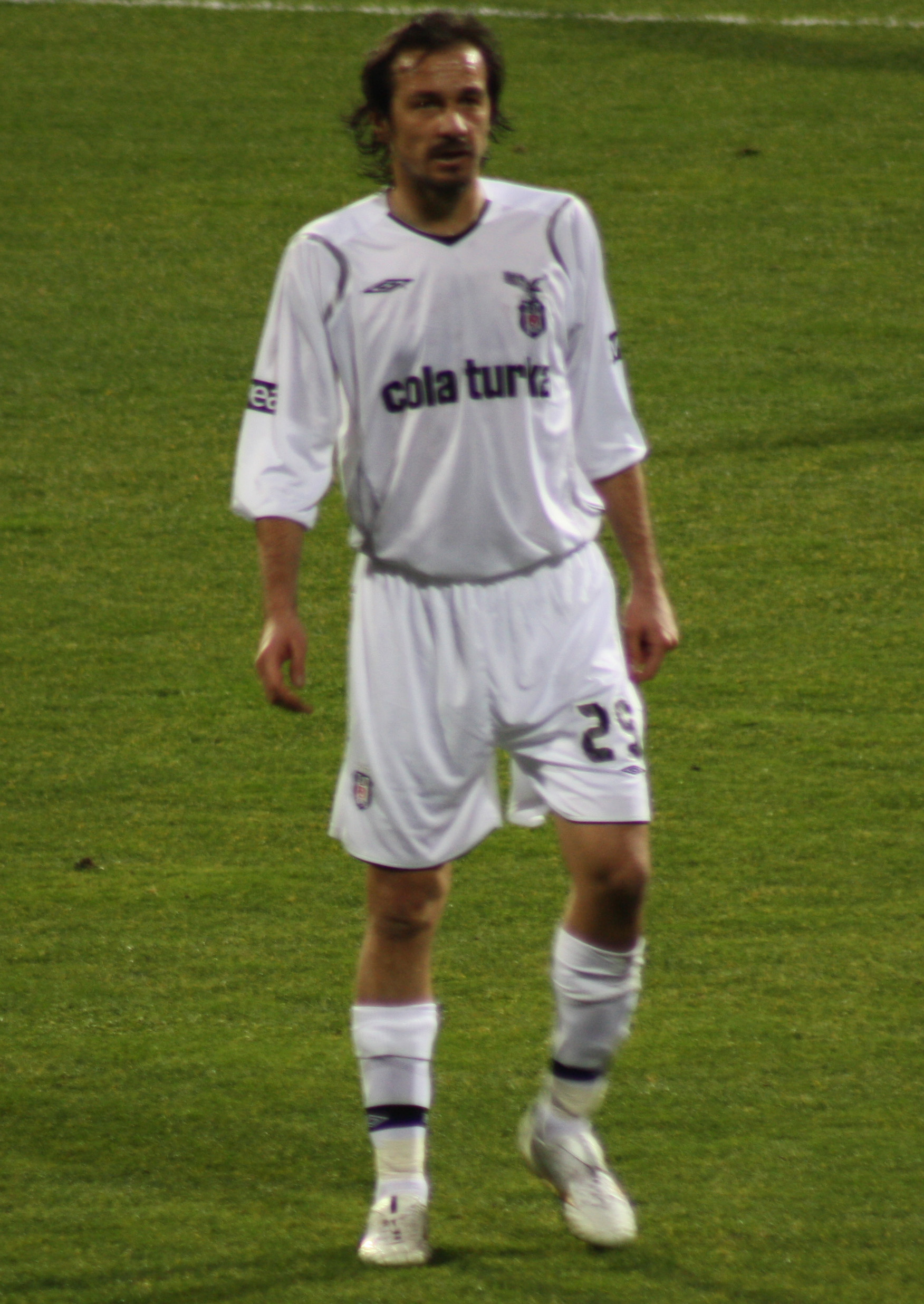
Yusuf Şimşek
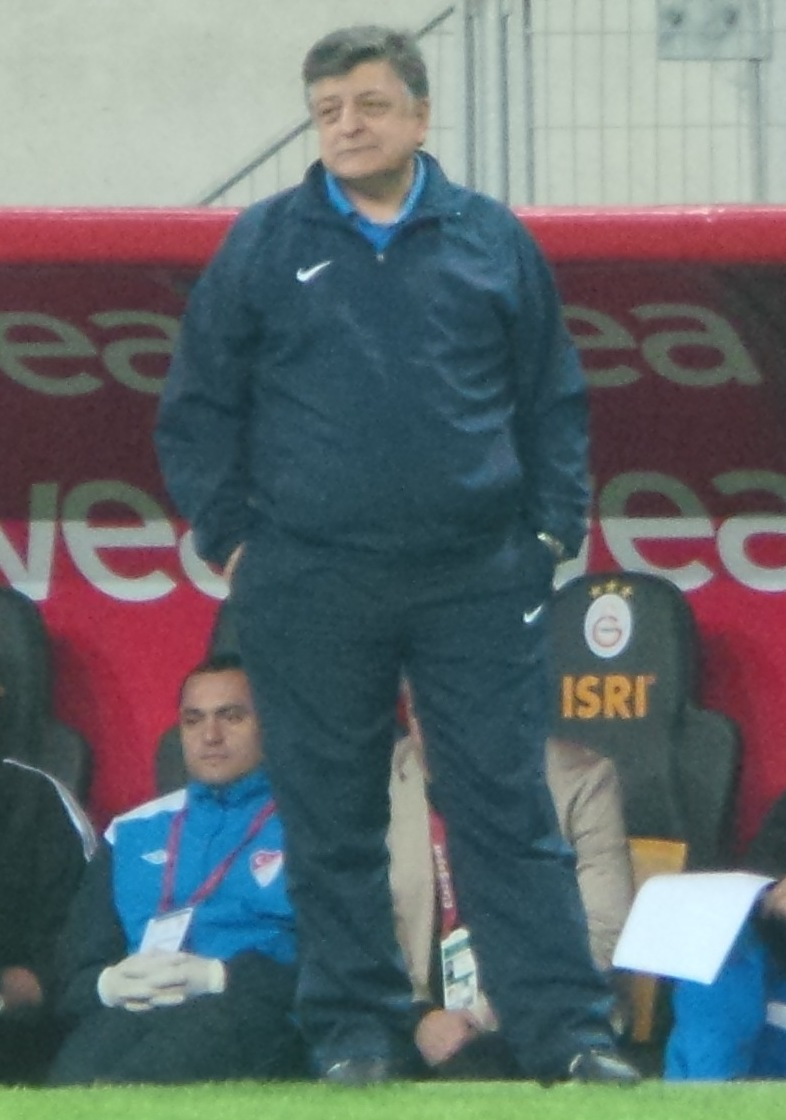
Yılmaz Vural
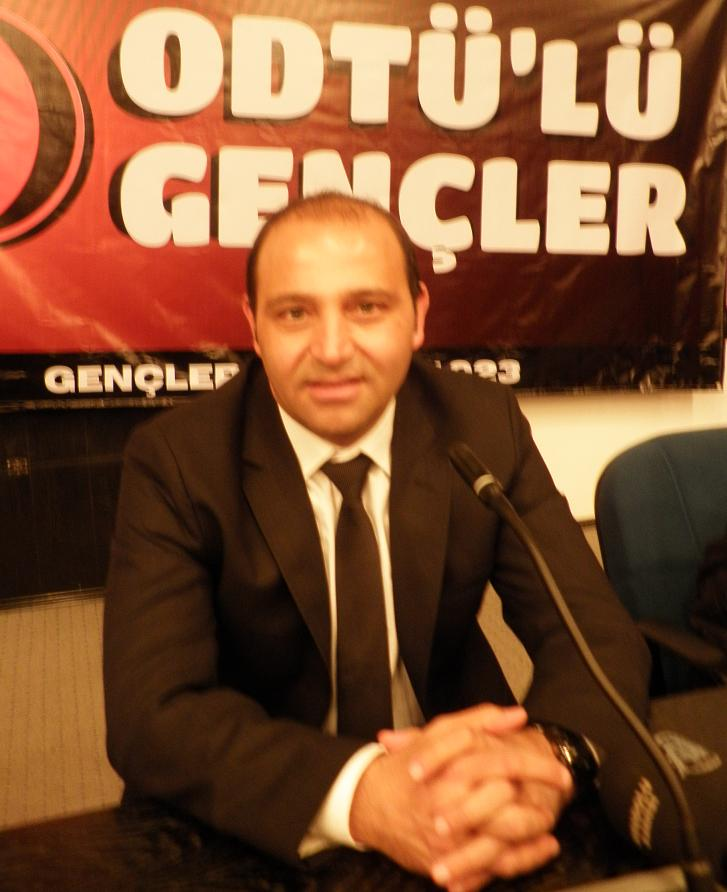
Fuat Çapa
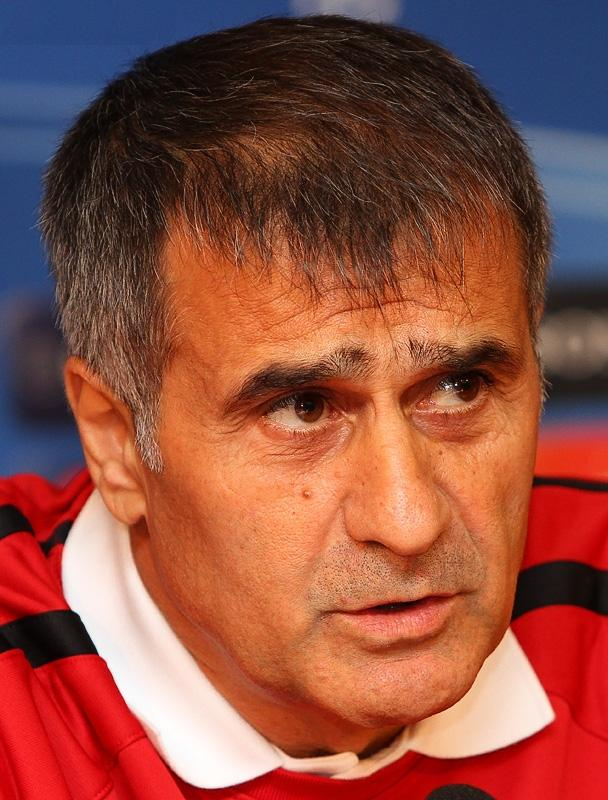
Şenol Güneş
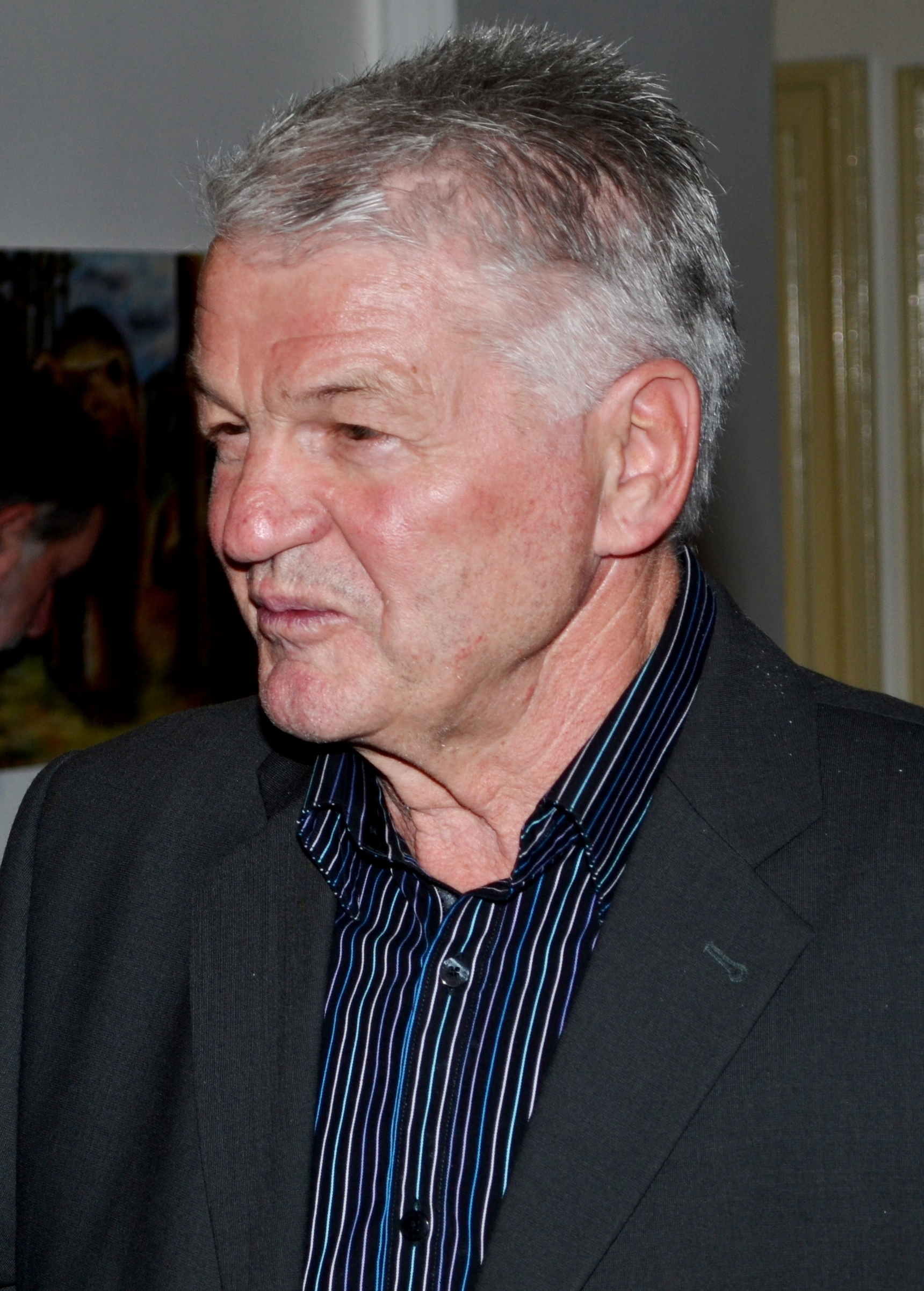
Jozef Jarabinský
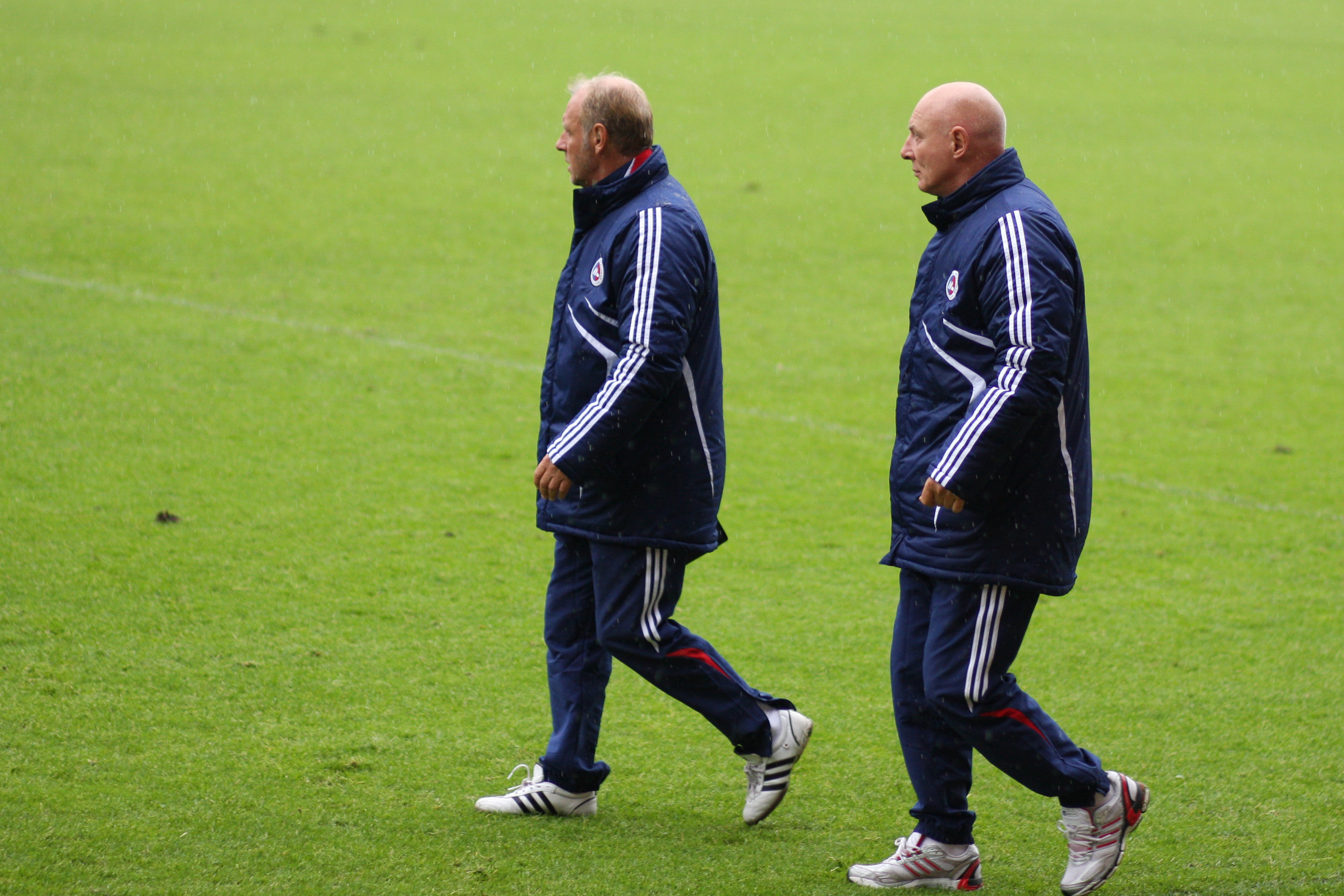
Rüdiger Abramczik
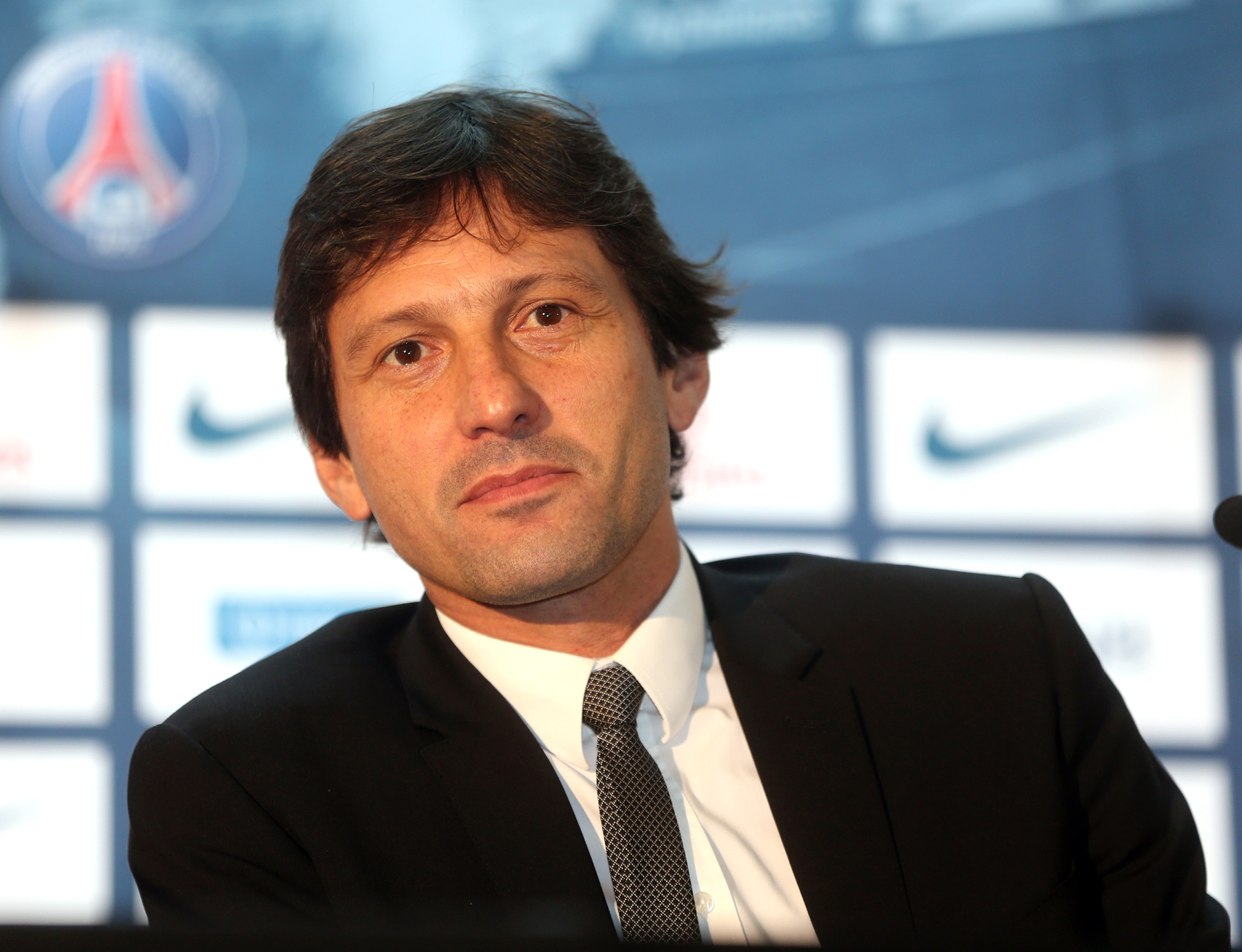
Leonardo

## Präsidenten (Auswahl)
- Cihan Bulut
- Ali Şafak Öztürk